# Списак створења и ванземаљаца серије Доктор Ху

Ово је списак измишљених створења и ванземаљаца из универзума дуготрајне BBC-јеве научнофантастичне телевизијске серије Доктор Ху и спиноф серија Торчвуд, Авантуре Саре Џејн, Разред, К9 и К9 и друштво. Овај списак покрива само ванземаљске родове и друга измишљена створења, а не специфичне ликове. За појединачне ликове погледајте спискове у посебним чланцима испод:
- Списак зликоваца серије Доктор Ху
- Списак робота серије Доктор Ху

## 0−9

### 456
456 је служио као главни антагонисти током трећег серијала серије Торчвуд.
Они су неименовани ванземаљци са којима је влада Уједињеног Краљевства склопила договор 1965. године. 456 је изнудило дванаесторо деце у замену за лек за вирус са Земље који је требало да мутира, иако је једно дете, Клемент Мекдоналд, побегло у последњем тренутку. Када их је Џон Фробишер питао за име њихове врсте, изабрали су да користе учесталост са којом су контактирани као своје име. Чини се да им је потребна (или барем више воле) јако отровна атмосфера (25% нитрозил хлорида, 22% хлороводоника, 20% азота, 12% флуора, 9% водоник цијанида, 6% ацетона и 6% фосгена) и да буду нељудског облика, поседујући три главе попут инсеката које изгледају као да избацују зелену слуз кад год су створења изложена отежању или притиску. У епизоди Четврти дан делови 456 су накратко виђени када је владин оперативац ушао у њену комору са преносивом видео камером. Имали су три главе које су поседовале мандибуле. Остатак тела је налик на дебло, као џиновска гусеница. На крају створења накратко је приказан оток. Након 456-овог повратка на Земљу више од четрдесет година касније, један посланик врсте је захтевао да се 10% деце света да роду на поклон, иначе би цео људски род био уништен. Да би се осигурало да ће човечанство прихватити овај договор, 456 је најавило свој долазак неколико дана унапред поседујући и говорећи кроз свако дете пре пубертета на земљи. Ближи преглед посећеног 456 примерка показао је да је он уградио тела људске деце у своја, при чему су ова два повезана са четири пипака налик на винову лозу због неименоване хемијске твари која производи пре пубертета коју створења користе као дрогу. Према самим 456, таква деца „не осећају бол“ и „живе дуго изван свог природног распона“. Деца не изгледају као да су физички одрасла, иако су суха, можда на неки начин мутирана и изгледа да су свесна свог окружења и сопственог стања. Дишу помоћу респиратора. 456 је одговорно за смрт Јанта Џоунса када су пустили смртоносни вирус у вили "Темза", зграду у којој је Јанто био присутан. Они су на крају поражени када је Џек Харкнес успео да преокрене учесталост претходног преноса који је направио 456 и претвори га у оружје против њих, отеравши их са Земље, иако је приморан да жртвује свог унука Стивена да би га користио као извор учесталости емитовања на првом месту.

## А

### Агедор
Агедор је света краљевска звер планете Пеладон где се обожава њен дух. Право створење на коме се заснива легенда је велика, длакава звер са једним рогом. Прогоњена до скоро изумирања, једна звер Агедор лутала је тунелима испод цитаделе и у једној фази је коришћена за суђење затвореницима који су бацани у јаму да се суоче са Агедоровом пресудом (Чудовиште из Пеладона 1974).

### Алфа Кентаури
Хермафродитски хексапод из Алфе Кентаури који се, будући да је такорећи без пола, назива "то" за разлику од "он" или "она". Висок је, зелен, има једно велико плаво око, шест руку и висок глас. Носи дуг жути огртач и хода живчаним ходом. Склон је кукавичлуку и хистерисању.

### Аркатинац
Провидни хуманоид који је поседовао тело проститутке из 19. века по имену Мери наишао је у епизоди Грци носе дарове (2006). Била је члан рода који је комуницирао искључиво преко телепатских привезака и тврдио је да је политички изгнаник послат на Земљу помоћу телепортера који је сада у поседу "Торчвуда". У једном тренутку „Мери“ себе назива Филоктетом у вези са својим изгнанством на Лемносу. Дала је своју телепатску огрлицу Тошико и завела је да је пусти у "Торчвуд" да поврати телепортер.
По доласку на Земљу 1812. године, ванземаљац је убио њеног чувара и запоседнуо Мери. У овом облику морала је да конзумира људска срца да би одржала младост домаћина, узимајући једно годишње. „Мери“ је претила Тошу да би повратила телепортер и Џек га је заменио за Тоша. Међутим, Џек је репрограмирао координате шаљући "Мери" у средиште Сунца уместо назад у њен родни свет.
У причи о пустоловинама Саре Џејн Најезда Бејна (2007), Сара Џејн Смит помаже ванземаљцу истог рода да пронађе пут кући. Касније се открива да је овај ванземаљац био "Звездани песник" из Аркатина V који је дао Сари Џејн уређај преко којег је обећала да ће јој помоћи у поезији кад год јој затреба. Ванземаљци господина Смита на званичној страници Пустоловине Саре Џејн описали су њен род као људи лептири. Људи лептири се такође помињу у роману Нешто у води (објављеном у марту 2008) где их називају „Аркатинци“.
„Мери“ је поседовала снагу довољно велику да разбије људске кости на начин налик на метак и могла је да се креће надљудским брзинама, такође поседујући акутна чула која су могла приметити да је нешто другачије у вези са Џеком. Звездани песник у Пустоловинама Сара Џејн успео је да одлети кући уз помоћ Саре Џејн. Чинило се да су „Мерина” мишљења о њеном људском облику помешана: није волела да гледа људе како говоре користећи конвенционални говор, што се у њеном родном свету сматрало архаичним, али је рекла да јој се свиђа тело које је сматрала „тако меким, тако опаким“. Такође је изразила мутан поглед на људску природу, сматрајући људе родом који је сам по себи желео да нападне друге.
У писму часопису Доктор Ху наводи се јака сличност "Мери" са Дестријем, пратиоцем из стрипова Осмог Доктора у часопису. Уредници часописа сложили су се са запажањем. Касније је Гери Расел из Торчвудских архива прецизирао да су Дестрији и Мери из истог састава. Дестријева матична планета Обливион заједно са Девосом, Крантом и Аркатином IV, V и VI чине Аркански састав.
Аркатинци се помињу у аудио књизи Бели вук, када је Бен примерио да су Аркатинци могли да им помогну да се врате кући.

## Б

### Безглави монаси
Безглави монаси су побожни ред који се може преобратити из било које хуманоидне врсте уклањањем главе. Носе огртаче са капуљачама, што оставља утисак да још увек имају главу, међутим испод капуљача је кожа везана у чврст чвор где је глава уклоњена. Упркос њиховом имену, већина људи није свесна да је овај дословни опис истинит јер осим у веома посебним околностима, неко добија смртну казну ако икада скине капуљачу монаху. Монаси немају уочљиве знакове живота и обдарени су способношћу да бацају муње из својих руку. Први пут су поменути у епизоди Време анђела (2010), али се нису појавили све до епизоде Добар човек иде у рат (2011).

### Бејни
Бејни, у свом природном облику, су велики ванземаљци са пипцима са једним оком. Појављују се у епизодама Најезда Бејна (2007) и Непријатељи Бејна (2008). Они показују одређени ниво способности читања мисли. Бејни мајке су посебно велике и познато је да једу чланове својих младих који их изневере. Они су у стању да изгледају као људи помоћу преводилаца слика. Бејни су покушали да поробе човечанство тако што су их навукли на безалкохолно пиће Bubble Shock! који је садржао органски секрет Бејна који би преузео контролу над својим људским домаћином када би се активирао. Госпођа Вормвуд је била на челу Бејновог маскираног људског фронта и створила Архетип Лук.

### Благослов
У 4. серијалу серије Торчвуд (2011) откривено је да је Благослов антиподна геолошка формација повезана са морфолошким пољем Земље које се протеже од Шангаја и Буенос Ајреса. Џек Харкнес теорисао је да је то могло бити узроковано интеракцијом честица Ракноса Хуона и силуријанских матрица хибернације, иако је његово порекло непознато. Породице нису сигурне да ли да уврсте Благослов као живог, иако се наводи да има одређени степен осећаја. Једна од његових карактеристика је да има способност да приближи људима садржај њихове сопствене душе што је навело неке да почине самоубиство, а друге да се убеде. Мајка је веровала да је ово реаговање исход покушаја Благослова да комуницира са људским родом.
У епизоди Крвна веза (2011), откриено је да је бесмртност широм света коју је истраживао "Торчвуд" исход тога што је Џекова крв уведена у морфолошко поље Благослова. Подразумева се да је то због тога што је Благослов тумачио мешање Породица као претњу, а бесмртност која је уследила као дар доброте човечанству. Џек и Рекс Мејтсон (који је проливен Џековом крвљу) успевају да ресетују Чудо тако што га излажу Џековој (сада смртној) крви на сваком крају Благослова. Али Благослов не враћа све на старо и можда као исход присуства Џекове крви враћа Рекса као бесмртног.

### Блатерини
Блатерини су породица Raxacoricofallapatorians-а који су заклети непријатељи злочиначке породице Слитинаца. Познати као много мирнији клан који поштује закон од Слитинаца, Блатерини су се појавили у роману Чудовиште изнутра (2005). У епизоди Дар (2009), породица Слитин-Блатерин, настала браком члана породица Слитина и Блатерина, дошла је на Земљу и преварила Сару Џејн Смит да прихвати поклон Раксацорицофаллапаториан биљке Раквид која је почела да трује Земљу смртоносним спорама. Слитин-Блатерине нису занимали Блатерински начини поштовања закона и уместо тога су се окренули Слитинској похлепи и потреби за зарадом. Пошто се препустио Раквиду који је био веома осетљив на звук, господин Смит је огласио узбуну која је на крају довела до праска Слитина-Блатерина.

### Будућњаци
Будућњаци су њудождерска хуманоидна врста са оштрим зубима и ратничким ознакама на лицу. Верује се да су Будућљаци оно што ће људи постати на самом крају универзума. Они лове слабије људе у великим чопорима и користе ватрене бакље као начин да застраше свој плен. Десетог Доктора и његове пратиоце, Марту Џоунс и капетана Џека Харкнеса, сусрели су тек у епизоди Утопија (2007) када их је ТАРДИС нехотице одвео на сам крај универзума.

## В

### Вајпрок
Инсектоидна створења која су покушала да униште Земљу 1958. у Сувим изворима Неваде.

### Валидијум
Живи метал створен од стране Господара времена, способан за многе задатке због свог порекла. Такав метал је завршио на Земљи и леди Пеинфорт га је искористила да направи кип себе, Кип непријатељства. Доктор је, кроз своје различите инкарнације, слао кип са Земље сваких 25 година, али се он враћао због недостатка лука и стреле и тако је повукао кип назад. Свака велика катастрофа у историји Земље са размаком од 25 година је узрокована њим.
Године 1988. Доктор је успео да поврати све делове и да кип пукне усред флоте Киберљуди.

### Вампири
Неколико различитих типова вампира појавило се у телевизијској серији Доктор Ху:
- У четвртој епизоди серијала Првог Доктора из 1965. Потера, Први Доктор, Ијан, Барбара и Вики се сусрећу с грофом Дракулом и Франкенштајновим чудовиштем који чине кратак рад групе Далека у потерници. Доктор нагађа да су чудовишта и уклета вила у којој живе производи кошмара створених из људске психе. Како ТАРДИС и временска капсула Далека одлазе, откривено је да су чудовишта у ствари роботи за забаву.
- Четврти Доктор је срео вампире док је путовао у Е-простору у серијалу Стање распада из 1980. године. Доктор, Романа, Адрик и К9 срећу три вампира, Окона, Камилу и Зарга. Откривено је да су њих троје слуге огромног краља Вампира који је једном водио велики рат против Господара времена, али је једини преживео рат бекством у Е-простор. Доктор побеђује Краља вампира лансирајући торањ мањих вампира – заправо командни модул брода којим је пилотирао првобитно људски тројац – и користећи га као колац да пробије срце огромног вампира. Троје вампира слугу нестају заједно са својим краљем.
- Створења слична вампирима, Сатурнини, појавила су се у епизоди Једанаестог Доктора Вампири из Венеције, а друга врста позната по томе што пију крв, Плазмавори, приказана је у епизоди Смит и Џоунсова.

Вампири су се такође појављивали у причама о Доктору Хуу у другим медијима. Вампири повезани са Великим вампирима који се виде у Стању распада су истакнути у роману Нових невиних пустоловина Крвна жетва, Готичарској опери која недостаје пустоловинама, роману BBC-а Пустоловине Осмог Доктора: Вампирска наука и аудио драмама продукције "Big Finish" Пројекат Сумрак и Пројекат Лазар. У причи Пустоловине Осмог Доктора: Осам Доктора такође их приказује у ретроспективи на Стање распада. Поред тога, рат између вампира и Господара времена је значајан елемент заплета у Новој пустоловини Оштећена добра. Други вампири или бића налик вампирима су представљени у Несталој пустоловини Манагре, аудио драми UNIT: Змијоглави, BBC-овом вебкасту Смрт долази на време, краткој причи Камена песница (са алтернативним Деветим Доктором), антологији Вампирско проклетство Бернис Самерфилд и страници "Торчвуд".
Вампири су се такође појављивали у причи о 40. годишњици Доктора Загреј продукције "Big Finish". Овде је дат извештај да су се вампири првобитно хранили безумним створењима која су сами узгајали све док их Господари времена који су их напали нису приморали да се хране живим врстама. Овде се такође тврди да је Расилон развио регенерацију од Вампира.

### Варга биљке
Варга биљке (понекад Варге) су се појавиле у епизоди Првог Доктора Задатак у непознато и серијалу Велики план Далека (1965–66) који су у суштини били пролог и главни еп. Створио их је Тери Нејшн.
Биљке Варга су природно расле на матичном свету Далека Скаро и када су Далеци поставили базу на планети Кембел, донели су неке Варга биљке са собом да делују као стражари у џунгли која окружује њихову базу. То им је одговарало јер су се могли слободно кретати вукући се са својим коренима.
Варга биљке личе на кактусе, покривени су крзном и трњем. Свако ко је убоден Варгиним трном биће прожет поривом да убија, а истовремено ће и сам постати Варга биљка. Ова страшна судбина задесила је космонауте Џефа Гарвија и Гордона Лоуерија, а њихов командант Марк Кори био је приморан да их побије.
Биљке су се касније појавиле у звуку продукције "Big Finish" Ја, Даврос чистунац. У овоме је откривено да су биљке Варга биле једна од најстаријих врста на Скару, али су током већег дела своје историје биле непокретне. Међутим, од почетка Калед-Тал рата, излагање зрачењу и хемијском оружју довело је до тога да они брзо еволуирају у много смртоноснији облик, способан да се самостално креће. Управо је ово откриће изазвало Давроса да се занима за створења генетског инжењеринга како би створила ратно оружје. У Далек Царства II: Далек Вар, пронађени су на тераформираном Јупитеру где су заразили земаљске чете. Појавили су се у Граду Далека где су после Временског рата запалили разорени град Далека Калан на Скару, али овде је њихов изглед био много другачији.

### Варошијанци
Варошијанци су потомци затвореника који су држани на планети, иако је истина о томе с временом избледела, а само неколицина зна истину.

### Вашта Нерада
Вашта Нерада (буквално: сенке месотопилице) су микроскопска створења роја која се, када су присутна у довољно високој концентрацији, не разликују од сенки, и користе то у своју корист у приближавању и нападу на плен. Они су описани као "пиране у ваздуху", способне да оголе своје жртве до костију у тренутку у довољно великој густини. Десети Доктор каже да их има скоро свака планета у универзуму, укључујући и Земљу, и тврди да се оне могу видети као честице прашине видљиве при јаком светлу. Он наводи да су они разлог зашто већина разумних створења има нагонски страх од мрака. На већини планета, међутим, Вашта Нерада постоји у местимично ниским концентрацијама, хранећи се првенствено стрвином, а напади на људе су местимично ретки. У епизоди Тишина у библиотеци (1. део), неуобичајено висока концентрација Вашта Нерада потпуно је преплавила „Библиотеку“ из 51. века, што је довело до очигледне смрти свих који су били унутра у то време.
Вашта Нерада обично живи у шумским подручјима и размножава се помоћу микроскопских спора које могу да мирују у дрвеној пулпи. У епизоди Шума мртвих (2. део), откривено је да је то разлог њихове неуобичајене распрострањености у Библиотеци јер је стављено до знања да су књиге и сама библиотека изграђене од дрвета из изворних шумских хранилишта Вашта Нераде. Појединачно, Вашта Нерада су безосећајни, али ако се уједини довољно велика концентрација, они могу формирати групни ум интелигенције на нивоу човека способан за комуникацију.
Четврта епизода серијала Доктор Ху: Пустоловне игре Сенке Вашта Нерада, приказује их као водећег зликовца када временски расцеп одвуче пливање Вашта Нераде у подводну базу коју посећују Једанаести Доктор и Ејми Понд.
Вашта Нерада се појављује у другом тому аудио записа продукције "Big Finish" Класични Доктори, нова чудовишта Ноћ Вашта Нераде у којој Четврти Доктор посећује тематски парк који је ослободио месну Вашту Нераду након што су шуме на планети срушене да би се парк могао изградити, а у причи Дан Вашта Нераде Осми Доктор се супротставља генетски измењеној Вашта Неради која је створена као ново оружје у временском рату.

### Велови
Велови могу да закораче у тела других, контролишу их. Они такође могу да изазову транс додирујући своје жртве. То се може урадити са њиховим изузетно дугим језиком. У епизоди Бегунац из Џадуна, последњи вео Андровакс био је бегунац одговоран за уништавање дванаест планета, а Џадуни су га прогонили након што се затворски брод "Џадун" у којем се налазио срушио на Земљу. Затим се вратио у епизоди Трезор тајни, тражећи помоћ од Саре Џејн, Клајда и Рани због чињенице да је био болестан и да је желео да се врати својој врсти. Андровакс је успео да пробуди преживеле из Велова док је тражио нови свет у коме би живели.
У епизоди Послато са неба, Дванаести Доктор је наишао на још једно створење које је храмало и унакажено створење у покрову окружено мушицама које се такође зову Вео док је заробљено у његовом бројчанику за исповедање. Створење направљено по узору на слику трулог женског леша који је Доктор видео у свом детињству, сврха Вела је да примора Доктора да призна шта је знао о Хибриду.

### Венере
Венере су становници планете Венере, планете најближе Земљи. Имали су велика стопала и шест руку. Трећи Доктор је често користио један облик венеринске борилачке вештине (назван венерински аикидо или венерин карате) и певао венерине успаванке (на мелодију Боже Почивај, весела господо). Венерин аикидо је наводно веома тежак за учење за дворука бића. Његова употреба се појавила у серијалима Пакао, Дан Далека и другим. Седми Доктор је више волео суптилнију варијанту која је укључивала наношење једног прста, виђену у серијалу Преживавање. Четврти Доктор је открио Давросу у серијалу Постање Далека да је битка између Венера и Далека „у свемирској години 17.000“ окончана интервенцијом скупине бојних бродова са планете Хиперон. Иако је данашња Венера потпуно лишена живота, роман Венеринска успаванка из Невиних несталих пустоловина показује да је Венера била насељена пре више милијарди година, пре него што је површина постала преврућа да би могла да подржи живот.

### Веспиформи
Веспиформи су инсектоидна врста која подсећа на огромне осе, масовно рођене у кошницама у галаксији Силфракс. Сваки од њих има способност да се трансформише у друге врсте. Такође има способност да се размножава са другим врстама, укључујући људе, да би произвео потомство. Функција Досијеа чудовишта их утврђује као древни род и да су се борили против побуњеника Кварка.
Веспиформи имају телепатску везу са објектима званим ватрено камење, што садржи део њиховог ума. Као и Земљине осе, Веспиформи су рањиви на воду. Хибрид веспиформа и човека може да живи нормалним животом као човек све док налет жестоких осећања не пробуди његову ванземаљску биологију. Када се Веспиформ претвори у другу врсту, емитује љубичасто светло.
У епизоди Једнорог и оса, Веспиформ се појављује и креће у убијање у стилу тајанствених књига Агате Кристи. На крају се испоставило да је разлог за Веспиформово убиство био његов ватрени камен у поседу леди Едисон која је размишљала о Кристиним романима. Штавише, откривено је да је Веспиформ ванбрачни син леди Едисон пречасни Голајтли. На крају, покушавајући да врати ватрени камен, Веспиформ умире јурећи за предметом када га је Дона Нобл бацила у језеро.

### Вечни
Вечни су род космичких бића који је први пут представљен у серијалу Просветљење са Петим Доктором (Питер Дејвисон) 1983. године.
Вечни који је себе назвао Ударач објашњава Доктору да он и његови људи живе ван времена у царству вечности. Они сматрају смртне становнике универзума „ефемерима“, укључујући чак и Господаре времена планете Галифреј. Чини се да Ударач није био свестан постојања Господара времена пре него што је упознао Доктора.
У серијалу Просветљење, Доктор на крају схвата да су Вечни довољно моћни да обмањују материјом, стварајући објекте ни из чега. Они такође читају мисли без напора путем телепатије. Недостају им машта и маштовитост, заиста говорећи да су празни и изгубљени без Ефемерне мисли која би их забављала и изазивала, и стога су зависни од Ефемера да би их одржавали активнима и спречили их да нестану у досади. Без Ефемерала, Вечни немају сврху.
Једном приликом, Доктор успева да надмудри покушај Вечних да уништи супарнички брод тако што је бацио подметнуту експлозивну мету са брода, напомињући да Вечни то нису могли да постигну јер им је недостајала машта да смисле такву акцију. Међутим, ова зависност није била нешто што су волели да признају и неколико пута су се хвалили како могу да обмањују стварношћу око себе чистом снагом воље. Упркос овој великој моћи, они су се поклањали Чуварима времена, посебно Белом Чувару и Црном Чувару који су понудили Вечнима „просветљење“ – потпуно знање о добру и злу – ако победе у космичкој трци. Вечни су ухватили многе Ефемерале да би победили у трци за њих чиме су случајно привукли пажњу Доктора који их је одмах видео као претњу.
Помињу се у новој ТВ серији која је почела 2005. У епизоди Војска духова (1. део), Доктор је поменуо постојање „места нигде“ које постоји између паралелних универзума и алтернативних временских линија, рекавши да су га његови људи звали Празнина док су је „Вечни звали Завијање“.
У каснијој епизоди Шекспирова шифра (2007), ванземаљске вештице зване Карионите су тврдиле да су их Вечни протерали „у дубоку таму“ убрзо након „зоре универзума“.
Два Вечна су били првенствени антагонисти епизоде Да ли ме чујеш?.

### Визијанци
Визијанци су невидљива створења аутохтона на планети Мира. Потпуно су невидљиви, уочљиви само по отисцима стопала и звуцима које испуштају док се крећу кроз џунглу. Доктор наводи да су они високи 2,40 и изузетно непријатељски расположени о чему сведочи чињеница да нападају и Докторову странку и Далеке насумично.

### Винвочији
Винвочији су род шиљастих зелених ванземаљаца који су се први пут појавили у специјалима Крај времена. Пар Винвочија је дошао на Земљу као део операције спасавања да се поврати винвочијска технологија — медицински уређај за лечење читавих планета који је Џошуа Нејсмит назвао „Капија бесмртности“. Они поседују технологију прерушавања коју Десети Доктор назива шимером. Када је Доктор приметио сличност са Банакафалатом из специјала Путовање проклетих, приметивши разлику да је „био мали и црвен“, Винвочи се брзо разликовао од Зочија. Оба рода могу бити у супротности са овим другим, објашњавајући одговор. Такође сматрају да је расистички када их неко назива кактусима.

### Виранци
Веома напредни род створења специјализованих за вршење огледа са вирусима. Они су се појављивали у Задатку Виранаца са аудио причи Петог Доктора и у аудио причама Шестог Доктора Нулти болесник и Плава заборављена планета. Појавили су се и у Мрачним очима 2.

### Вирестери
Ванземаљска врста која подсећа на огромне шкорпије. Појављују се у роману Пузећи терор. Према речима Дванаестог Доктора, Вирестери су ратни хушкачи који су опустошили цео њихов звездани састав. Њихов отров има хипнотичко дејство предлагања. Покушавајући да оду из свог звезданог састава пошто је био ван насељивих планета, Вирестери су послали поруку 1940-их коју су преузели Немци и савезничке снаге. Порука је садржала упутства о томе како да се направи уређај за телепортацију. Адолф Хитлер је веровао да је то супер оружје које су му поклонили небеса, али британски научници су знали боље. Иако је Доктор покушао да заустави оглед, Вирестери су се пробили и убли научника пре него што је убијен у бомбардовању. Ово је довело до 70 година вршења огледа који су покушавали да доведу умове Вирестера на Земљу путем насељавања мутираних тела инсеката. Докторова прошлост је стигла да открије стање, а време је путовало да открије шта се догодило. Уз помоћ одане војске, Доктор је успео да спречи телепортацију Вирестера уништавањем уређаја.

### Вирни
Вирни су инсектоидни род који је дебитовао у причи о Четвртом Доктору Ковчег у свемиру из 1975. године.
Тврдње Вирна да потичу из Андромеде (нејасно је да ли су мислили на галаксију, сазвежђе или чак планету под називом „Андромеда“), али су их у свемир отерали људски досељеници. Они су нешто већи од људи, тамнозелени и налик на осе, и живе углавном у свемиру, иако су њихове колоније за размножавање копнене. Њихова тела су самосталан систем, њихова могу да рециклирају отпадни угљен-диоксид и само повремено морају да дођу на планетарна тела ради хране и кисеоника. Животни циклус Вирна укључује полагање јаја у живе домаћине. Ларве се појављују да конзумирају домаћина, упијајући његова сећања и знање. Ларва Вирна је зелено створење налик пужу које варира у величини од неколико сантима до метар-два у пречнику. Може да "зарази" други организам кроз спој са твари коју излучује, мутирајући их у одраслог Вирна и повезујући њихову свест са умом кошнице.
У Ковчегу у свемиру, Вирн је пронашао свемирску станицу Нерву у орбити око Земље коју су вековима раније опустошиле сунчеве бакље. Преживели су лежали у суспендованој анимацији чекајући да се планета опорави, али су преспавали неколико миленијума. Вирни су намеравали да искористе спаваче као извор хране и заузму празну Земљу за своју, и као средство за преживљавање и као чин освете људском роду што је заузео њихова бивша подручја. У току њиховог плана, вођа Нерва Ноје био је заражен и претворен у њихову врсту. Међутим, Ноје је и даље задржао „више од трага људског духа“, вероватно захваљујући охрабрењу Доктора, и повео је Вирне у Нервин превозни брод иако је знао да је намештен да пукне. Тако је и окончао претњу Вирна.
Вирни су се такође појавили у роману о пустоловинама Осмог Доктора Плацебо дејство Герија Расела и у аудио драми Вирни: Род успомена коју је продуцирао ББВ. Продукција "Big Finish" их је користила у аудио драмама Зора Вирна са Осмим Доктором и Острво Вирна са Шестим. Мртав Вирн се накратко појављује у телевизијској причи Камење крви.

### Вишклари
Вишклари су врста хуманоидних ванземаљаца који се хране енергијом из људских ноћних мора. Један Вишклар, познат као Човек из кошмара, циљао је на Лука Смита и сматрао је да су његови снови најинтригантнији јер га је генетски конструисао Бејн, а не биолошки човек и стога не би требало да може да сања.

### Вогани
Староседеоци планете Вога где је у потпуности направљен од злата. Киберљуди су настојали да униште своју планету, да ометају способност органских да се боре против њих у Кибер ратовима.

### Временска буба
Временска буба је члан Шаљивџијине бригаде, скупине ванземаљаца који служе Шаљивџији. Временска буба, слична самом Шаљивџији, храни се временском енергијом и може навести жртву да промени одлуку коју је донела у прошлости, мењајући тако историју. Промена у историји је обично веома мала, утиче само на особу за коју се буба везује, а универзум обично „надокнађује“ неслагање.
Када се буба закачила за Дону у епизоди Скрени лево (2008), уместо да компензује, створила је „велики велики упоредни свет“ у ком Дона никада није упознала Доктора, што је довело до катастрофе за Земљи. Доктор, Марта Џоунс, Сара Џејн Смит и запослени "Торчвуда" Јанто Џоунс и Гвен Купер су побијени, град Лондон је потпуно уништен када се Титаник срушио у Бакингемску палату, капетан Џек Харкнес је одведен у родни свет Сонтаранаца, а милиони људи људи је помрло од претњи које би Доктор иначе спречио. Дона путује у прошлост да би је натерала да донесе првобитну одлуку која води до сусрета са Доктором и убија Бубу. Према Докторовим и Дониним речима, овај универзум је престао да постоји.
У пратећој епизоди Досијеа чудовишта, капетан Џек је изнео сумњу да ли се цела Шаљивџијина бригада састоји од буба, указујући да су сви појединци различитих врста.
У епизоди Торчвуда Бесмртни греси (2011), помиње се Шаљивџијина бригада док покушавају да изазову победу нацистичке Немачке убиством Френклина Делана Рузвелта преко паразита.

### Временски господари
Господари времена су род хуманоидних ванземаљаца којем, између осталих ликова, припада и Доктор. Господари времена имају способност да се регенеришу када су смртно рањени. Овај поступак за њих ствара потпуно ново тело и исходи великим променама у личности, али задржава сећања и идентитет Господара времена. У серијалу Моћ Далека (1966) указано је да је задржана нека уочљива карактеристика, пошто су Далеци одмах могли да препознају Другог Доктора, иако се он управо регенерисао. Током специјала Време доктора (2013), Једанаести Доктор је потврдио да је Господару времена, наравно, дозвољено само 12 регенерација, што је довело до 13 различитих инкарнација. У истој епизоди, Доктор спасава Кларин живот шаљући је кући у своје време, али у знак протеста она се држала ТАРДИС-а кроз Временски вртлог када се вратио. По доласку 300 година касније, она проналази видно остарелог Доктора, доказујући да Господари времена доживљавају природне физичке промене током сваког животног века између регенерација. У епизоди „Добар човек иде у рат“ (2011), указано је да је ова способност еволуирала услед дуготрајне изложености рода Господара времена неумереном расколу.
Господари времена показују разне друге надљудске способности, укључујући одређене психичке моћи и отпорност на иначе штетна дејства као што су изузетна хладноћа и зрачење. Поседују бинарни васкуларни систем (два срца), а самим тим и бржи рад срца, као и нижу унутрашњу телесну температуру. Доктор је касније тврдио да су Господари времена дошли пре људи у епизоди Звер испод (2010).
Први Господар времена који се појавио осим Доктора и његове унуке Сузан Форман је Монах у серијалу Временски умешач из 1965. године, међутим његов род није потврђен. Сам израз није коришћен све до серијала Ратне игре (1969) када је уведена род у целини.
Од серије оживљавања из 2005. године, Господари времена су у суштини изумрли, осим Доктора, пошто их је он уништио током Временског рата. Међутим, у специјалу Дан Доктора (2013) показано је да је то била смицалица. Господари времена су још увек живи у џепном универзуму где су их сви Доктори ставили да их спасу од уништења.

### Временски зомбији
Створења која су се појавила у епизоди Путовање у средиште ТАРДИС-а (2013). Они су одјеци могућих будућих сопстава у које би Доктор, Клара, Трики и Грегор постали ако су предуго били изложени Оку склада. Они су изгорели од тога док су им се ћелије течности. Чинило се да им је недостајала већина њихове некадашње интелигенције, заједно са способношћу да говоре. Међутим, сваки је можда био вођен одређеном побудом – Доктор је желео да Грегору врати део Арк Река, Клара је могла да жели да се освети Ван Баленовима што су узрок свих невоља, а Грегор и Трики су желели да се освете јер је мутиран у чудовишта. Свако је могао да се поистовети, мада не тако лако са Доктором и Кларом, због тога како су се променили. Доктор је заглавио држећи се за главу, а Ван Баленови су заглављени један за другог.
За разлику од других временских одјека, могли су да додирну садашњи свет и убију Брама Ван Балена. Они су на крају случајно заробили своје прошлост у соби Ока склада, постављајући постојање Временских зомбија. Доктор је схватио како да одврати будућност, убијајући све осим Клариног одјека тако што их је избацио са шина. Међутим, Ван Баленови нису могли да избегну своју судбину. Доктор је на крају спречио постојање ових ствари тако што је ресетовао време и спречио ТАРДИС да буде оштећен и спашен од стране браће Ван Бален.

### Временски мозак
Ранина творевина удруживањем интелигенције свих најбриљантнијих умова историје. Тражила је да пронађе лаки пандан Чудној материји како би ухватила велику количину тога.

### Вукодлаци
Две различите врсте вукодлака појавиле су се у Доктору Хуу током 50 година трајања серије. У серијалу Највећа представа у Галаксији, извесна Мегс пронашла је жестоки истраживач на једном од својих путовања. Мегс је постала дивља и мало се променила у више животињски изглед на месечини, симулиран или стваран. Седми Доктор је успео да охрабри Мегс да поврати контролу над собом, нешто за шта се питала да ће поново моћи.
У епизоди Зуб и канџа (2006), верски ред је обожавао бактеријски облик живота и желео је да успостави Царство вукодлака заражавањем краљице Викторије. Десети Доктор је успео да уништи њу и њеног домаћина преоптеретивши га месечином. Међутим, сумњао је да је мали део облика живота успео да се увуче у Краљицу кроз посекотину на њеном прсту. Доктор је претпоставио да облик живота неће представљати претњу све до 21. века.

### Вурди
Род амфибијских хуманоида представљен у серијалу Првог Доктора Кључеви Маринуса (1964).

## Г

### Гелти
Гелти су се појавили у епизоди Деветог Доктора Немирни мртви (2005). Они су били нов род ванземаљских зликоваца са којима су се Доктор и Роуз Тајлер сусрели у оживљеној серији из 2005. године. Они су били први елемент нове серије који је привукао пажњу због тога што је „превише застрашујући”. Након притужби, од којих је многе изнео Mediawatch-UK, BBC је навео да ће у будућности епизоде такве природе бити упозораване изјавом „можда нису прикладне за млађе од 8 година“.
Гелти су били плави гасовити облици живота. Тврдили су да су изгубили своје телесне форме као последица Последњег Великог временског рата, иако су касније акције Гелта довеле у сумњу истинитост ове изјаве. Они су стигли на Земљу преко Просторно-временске пукотине у кућу погребника у Кардифу 1869. Њихови облици нису могли да се одржавају у Земљиној атмосфери без суспензије у гасовитом медијуму тако да су населили плинске цеви уобичајене за домаћинства из викторијанског доба. Даље, међутим, они би такође преузели недавно преминуле лешеве. Када поседују лешеве, они личе на обичне људе (под условом да леш тек треба да уђе у аутолитичку фазу распадања) са само две фундаменталне разлике: њихове шаренице нестају или постају беле, а плаве жиле су јасно видљиве на њиховој језиво бледој кожи. Гелти испуштају неземаљски врисак из непознатог разлога, посебно када је некога запоседнуо.
Тврдећи да су на ивици изумирања, Гелти су убедили Доктора да им помогне у уласку на Земљу преко погребникове слушкиње Гвинет која је развила психичке моћи због одрастања у близини Процепа. Гелти су се заправо бројали у милијардама и намеравали су да силом заузму Земљу и да користе њено убијено становништво као пловила за себе. Гелти су били осујећени када се Гвинет жртвовала, разневши зграду и запечативши Процеп. Нејасно је да ли су сви Гелти који су прошли кроз пукотину нестали.
У епизоди Војска духова (2. део) (2006), Роуз је питала да ли су "борци против духова" Киберљуди можда Гети, што је Десети Доктор изјавио да није тако.
У епизоди Једнорог и оса (2008), Дона Нобл је упоредила Агату Кристи која је окружена убиствима са сусретом са Чарлсом Дикинсом на Божић док је он окружен духовима. Доктор је дао "Па…" Дони која не верује. Дикинс је био са његовом претходном инкарнацијом и Роуз када су Гелти покушали да нападну на Божић, а гасовити облик Гелта могао је да доведе до тога да буду увршћени као "духови".

### Граске
Граске су несташни род малих ванземаљаца са планете Грифот. Трансматирају се кроз време и простор како би отели појединце из њиховог времена и замене их Граскеом. Прерушени Граске се може препознати по зеленом сјају који се понекад појављује у њиховим очима. Први пут су се појавили у интерактивној мини епизоди Напад Граскеа (2005).
Граске по имену Крислок појављује се у причама о пустоловинама Саре Џејн Шта је било са Саром Џејн? (2007) и Искушење Саре Џејн Смит (2008). Првобитно послушник и роб Подваљивача који га је спасио од смрти, Крислок касније добија слободу. Неименовани Граске се појављује у мини-епизоди серијала Матуранти Музика сфере (2008), као и други у размаку Загит Загу у епизоди Крај времена (2010).
Све приказе Граскеа у живој акцији играо је Џими Ви.

### Гроске
Гроске изгледају као Граске, али су плаве боје, а говоре и као Граске. Први пут су се појавили у епизоди Смрт Доктора (2010) где су виђени како раде за UNIT. Један од Гроскеа спасава Клајда Лангера, Рани Чандру и Сантијага Џоунса од злобног лешинара Шаншета.
Гроске може да открије енергију артрона (тврдећи да "мирише"), а они не воле Граске.

## Д

### Далеци
Далеци су ратни род мутантских створења која живе у покретном борбеном оклопу. Они су доживотни непријатељи Доктора и он је једино биће кога се боје. Они су склони да униште све облике живота у универзуму осим себе. Сама створења подсећају на лигње са једним оком, откривеним мозгом и много пипака. Први пут су се појавили у серији епизоди Мртва планета из 1963. године у другој серији серије.

### Далек лутка
Далек лутка је живо или мртво створење које су Далек Наногени делимично претворили у Далека. Лутке обично задржавају свој првобитни изглед, али код хуманоида када се активирају могу истиснути минијатурни Далек очни стаб и пиштољ – унутара ока које долази са чела и палица из руке. Ако је потребно, може се приступити пред-луткарским успоменама субјекта. Жртве се могу вратити памети узастопним увредама њиховог карактера као што је Доктор дао Таши Лем. Господари времена се не могу претворити у марионете Далека.

### Демоњани
Демоњани су род хуманоида са планете Демос. Њихов изглед је изглед класичних утвара јер Земљина представа о утварама потиче од њих. Они нису баш зли, али имају морал много другачији од људских и немају никаквих проблема да нанесу штету људима.

### Драконијанци
Драконијанци (такође погрдно звани Змајеви) су хуманоидни род који се појавио у 26. веку. Имају високе, шиљате главе са истакнутим обрвама, шиљате уши и мрље од љускаве коже. Уобичајена међузвездана путовања и покушаји колонизације довели су их у честог и повремено непријатељског споја са људима што је довело до споразума којим се успоставља граница између два царства. Драконијанци су веома интелигентни, часни и барем једнако напредни као и њихови људски колеге. Појавили су се само у серијалу Трећег Доктора Фронт у свемиру (1973). Доктор је споменуо да је у једном тренутку са једним обарао руку.

## Е

### Еминенција
Еминенција је гешталт ентитет који постоји као смеђи плин који гуши хуманоидне облике живота пре него што их запоседне и претвори у бесмртне војнике своје војске. Његово прво појављивање је било у аудио пустоловини Шестог Доктора Семе рата. Од тада је био присутан у серијалу Мрачне очи са Осмим Доктором који је истраживао његово порекло и коначни пораз након што је Доктор био приморан да се удружи са Далецима и представљен је у епизоди аудио репродукције Четвртог Доктора Уништити бесконачно (која је служила као претходница за Семе рата).

## Ж

### Жижци
Жижци се први пут појављују у епизоди Торчвуда Све се мења (2006). Како Џек Харкнес објашњава у тој епизоди, "Торчвуд" је на њих применио назив „Жижак“, али пошто је комуникација са њима ограничена, право име њиховог рода није познато. Документарни серијал иза сцене Торчвуд: Огољено описује их као „ванземаљца-становника у серији“. Торчвудска тројка има заробљеног Жишка којег Овен проучава. Џек је прво размислио о имену Барбара, али "није изгледало у реду" па су га назвали Џенет.
Сматра се да су Жижци ванземаљског порекла, али неколико стотина становника живи у канализацији Кардифа, пропутовавши просторно-временски расцеп који пролази кроз град. Обично живе од канализације, али повремено ће неко постати скитница, изаћи на површину и напасти људе користећи своје оштре очњаке. Обично се виде у извезеним оделима за бојлере из "Торчвуда" тако да је вероватно да често беже из објекта. У епизоди Све се мења, Жижак убија болничког портира, али је ухваћен и затворен у торчвудски хаб. Џек такође наводи да се учесталост ових напада повећава, али узрок још увек није познат. У епизоди серијала Торчвуд: Огољено која прати епизоду Борба, Џон Бароумен нагађа да Жижци нападају људе из страха да ће бити намамљени у клубове жижака. Веб локација за везивање, измишљена радио станица, садржи позиве мештана Кардифа који су почели да примећују постојање Жижака.
На сајту "Торчвуд" се наводи да је Нови Јорк из 1930-их претрпео заразу сличну најезди жижака у Кардифу коју је заташкала позната урбана легенда о канализационим крокодилима. Сајт "Торчвуд" такође нагађа да су они можда били у канализационим цевима Византије у 4. веку где су описани као „крокодилска створења“.
На сајту се такође наводи да су они ниског нивоа интелигенције и да имају мало или нимало језика, али да можда комуницирају телепатски. Напомиње да, док нападају да би убили, није јасно да ли је то једноставно због жеље за храном. Истиче се да је забележено породично/групно понашање, праћено подручном агресијом. Прилагођени су да преживе у мрачним, влажним условима и поседују велику снагу и брзину. Епизода Крај дана утврђује да су, осим што су телепатски, Жижци такође „осетљиви на време“, физички их боли драматични поремећаји у просторно-временском расцепу. Епизода Борба такође открива да Жижци постају отпорни на „спреј против Жижака“, што наводи неке чланове "Торчвуда" да питају да ли „еволуирају на друге начине“, што указује да Жижци имају снажну способност брзог прилагођавања свом окружењу.
Други Жижак под надимком 'Џенет' појављује се у избрисаној сцени из епизоде Грци носе дарове где је приказано како га стављају у ћелију. Према речима Џека Харкнеса, ухваћен је док је сахрањивао своје дете. Накратко се појављује касније у епизоди када је Тошико Сато, разочаран погледима у умове других које пружио телепатска огрлица, упоређује човечанство са Жишцима, примећујући невероватну сличност. Остала појављивања су у епизодама Борба, Спавач и Ресетовање. У последњој прилици, Џенет је приказана као да се плаши Бетиног присуства.
У епизоди Торчвуда Цомбат, власник „Бојачког клуба Жижака“ Марк Линч износи објашњење да су Жишци човечанство у будућности када је све што је остало је бес, иако сајт "Торчвуд" каже да су истраживачи 1950-их приметили да не изгледају као да потичу од било које познате Земљине врсте, међутим, многе планете у универзуму Доктора Хуа садрже хуманоидне ванземаљце. Током епизоде Борба, доводе се у питање права Жижака над човеком, посебно над Тошико Сато. Она доводи у питање одлуку Џека Харкнеса да пусти Жишка 'Џенет' на слободу како би намамио власнике 'борилачког клуба ЖИжака', упркос томе што зна да би они могли лоше да се опходе према 'Џенет'. У завршној сцени исте епизоде, Овен Харпер шишти на начин попут Жижака на Џенет и појединца из борилачког клуба, у њиховим суседним ћелијама, и обојица одговарају тако што се савијају.
Изгледа да Жишци имају неку чудну везу са Смрћу. У епизоди Мртвац који хода приказано је како се у страху клањају Овену док је он опседнут Смрћу. У епизоди Излазне ране и даље се показује да имају исти страх од Овена јер је он "Краљ Жижака". Он је успео да прође кроз улицу за разлику од Тошико и Јанта.
У епизоди серијала Торчвуд: Огољено Џон Бароумен је рекао да су Жишци можда миран род, али да убијају када се осећају угрожено. Жишци не умеју да пливају. Један се удавио након што су Џек, Гвен и Јанто једног јурили у залив Кардиф у епизоди Изгубљене душе.
У Торчвуд роману Процена ризика помиње се да је на Божић Јанто повратио због Жишка.
Жишци се појављују у епизоди Доктора Хуа Отварање Пандорике (1. део) (2010). Појављују се заједно са бројним ванземаљским врстама из универзума Доктора који се уједињују да ухапсе Доктора.
Жишка 'Џенет' је тумачио глумац Пол Кејси.

## З

### Заралок
Заралок је био створење налик ајкули које је лутало водама око поплављеног Лондона из 23. века, сада мало више од мреже подводних тунела кодног назива „Посејдон“. Када су Доктор и Ејми спустили ТАРДИС у Посејдон, Заралок одмах напада, покушавајући да се пробије у стаклене тунеле. Док су стално морали да избегавају чудовиште, њих двоје полако откривају загонетку Посејдона који је пао под претњом не само Заралока, већ и Вашта Нераде и оностраног зрачења. На крају откривају да су све аномалије стигле у град када је БСД Елдриџ, амерички брод из доба Другог светског рата који је нестао кроз црвоточину у други свет пре неколико стотина година, изненада скочио назад у море пре неколико дана. Међутим, брод се заглавио у црвоточини и држао је отвореном, дозвољавајући створењима и зрачењу да продру кроз њих. Доктор и Ејми путују до олупине Елдриџа и успевају да затворе црвоточину. Заралок је виђен како се вуче назад у свој свет, док остале аномалије нестају са њим. Име створења вероватно потиче од Заралока, ајкуле на словачком или чешком језику.

### Зарбији
Зарбији су се појавили у причи о Првом Доктору из 1965. године Планета мрежа коју је написао Бил Стратон и представљају инсектоидну врсту налик мравима са неким карактеристикама повезаним са бубама са планете Вортис које је контролисала моћ Анимуса. Дуге су отприлике 2,4, а Меноптра тврде да су „мало више од стоке“.
Поседују мало интелигенције, али нису били нимало агресивни све док Анимус није стигао. Они су робовали ванземаљској свести и сматрали су лептира попут Меноптре својим смртним непријатељима. Само су они могли да контролишу отровне личинке сличне шумским ушима, такође познате као пушке за ларве.
Вратили су се својим нормалним путевима након што је Анимус поражен од Првог Доктора, Ијана Честертона, Барбаре Рајт и Вики. Претпоставља се да различите врсте на Вортису сада мирно живе заједно.
Зарбији и Меноптре су приказани на насловној страни првог издања часописа Доктор Ху обично у септембру 1965. заједно са још два ванземаљска рода из серије, Вурда и Сензорита.

### Звездани кит
Звездани кит је огромно створење налик киту за које се претпоставља да је последње своје врсте које се користи за пилотирање Звезданог брода УК како би своје грађане спасило од опасних сунчевих бакљи. Кит има карактеристике других животиња као што су пецарош, пипци хоботнице и реп шкорпије, као и јарко ружичаста кожа са биолуминисцентним мрљама. Стигао је на Земљу пошто је чуо плач деце Уједињеног Краљевства и није могао да поднесе тај звук. Верујући да је његов долазак чудо од једног у милион, Британци су га ухватили и око њега изградили свој брод, мучећи га снажним електричним импулсима који су унети непосредно у отворени центар за бол у китовом мозгу како би нека брод лети. Током година, схватили су да не могу оправдати држање створења у патњи, али су се плашили да ће ако га ослободе брод и сви они на њему бити уништени док је створење бежало па су уместо тога одлучили да забораве и нахранили оне који је протестовао звери. Када је Доктор сазнао за ово, одлучио је да створи мождану смрт, окончавши његову патњу и спасивши животе свих људи на броду, али га је Ејми ослободила и открила да се кит добровољно јавио да помогне и да је супротно уверења господара станице да ће наставити да лети без потребе да је мучи. Тачна величина створења није прецизирана и видљива је у целости тек пред крај епизоде.

### Звер
Звер је била створење налик Сатани које су ученици Светлости затворили испод површине планете Кроп Тор пре него што је универзум постојао. Планета је била у сталној геостационарној орбити око црне рупе тако да ако би Звер била ослобођена, планета би пала у црну рупу и уништила и себе и Звер.

### Золфа-Туранци
Род интелигентних кактуса са планете Золфа-Тура. Меглос, из истоимене епизоде, био је последњи преживели члан врсте.

### Зочији
Зочији су мали род ванземаљаца са црвеним шиљцима. У специјалу Путовање проклетих је представљен Зочи по имену Банакафалата. Његова врста је први пут названа у специјалима Крај времена у ком ау се Винвочији брзо разликовали од Зочија.

### Зроси
Ови ванземаљци се помињу у Јануарској деци Мајкла Финија Калана из фебруара 1986. Зроси су род протољуди попут пчела које су немилосрдни род и љубавни ратници.

## К

### Каледи
Врста хуманоида са планете Скаро који су еволуирали у страшне и ратоборне Далеке.

### Калери
Високо технолошки напредна хуманоидна врста са јединственим шарама на левој страни лица који одражавају њихову индивидуалност. Доктор Калера, Калер-Јек, сусрео се са Једанаестим Доктором, Ејми Понд и Роријем Вилијамсон у малом америчком пограничном граду познатом као Милост где је постало очигледно да је он одговоран за стварање смртоносног Калер киборга који га је сада ловио како би погубио Калер-Јека због његових злочина против врсте Калера. Род Калера је створио Тоби Вајтхаус.

### Карионити
Карионити се појављују у епизоди Шекспиров код (2007) користећи моћ речи и вештичарења да ослободе своју врсту из затвора. Поново су се појавили, овог пута са Шестим Доктором, у аудио драми Проклетство Карионита.

### Карци
Крарци се појављује у недовршеном сериалу Шада и последично у њеном каснијем римејку BBC-а и "Big Finish"-а. Они су вештачки кристални организми са рудиментарном покретљивошћу и разумевањем једноставних команди које је створио и контролисао главни антагониста Скагра да би помогао у његовом плану да насилно споји све умове у Универзуму у један свемоћни ентитет.

### Квили
Квили су била хуманоидна врста са планете Родије која је имала дугу историју рата са другом врстом на Родији Родијцима. Све Родијце и Квиле побио је Род Сенки, осим краљевића од Родије и Андрата, борца за слободу Квила који му је био уговорен преко Арна у њеном мозгу. Дванаести Доктор их је спасао и одвео на Академију "Коалино брдо" где је краљевић узео име „Чарли Смит“, а Андраат име „Госпођица Квил“. На Земљи је госпођица Квил успела да уклони Арн у свом мозгу уз помоћ Балона.

### Кољачи
Кољачи су се појавили у епизоди Деветог Доктора Оци коју је написао Пол Корнел. Иако нису именовани на екрану, они су у рекламном материјалу за епизоду помињани као "Кољачи". Продукцијска екипа је засновала своју израду на персонификацији смрти са реповима у облику коса.
Кољачи су вишекрака, летећа створења слична птеросаурусима, са великим распоном крила, оштрим зубима и у облику кљуна и секундарним устима у торзу, заједно са грабежљивим ставом. Кољачи су очигледно екстрадимензионални, материјализују се и дематеријализују из просторно-временског вртлога. Привлаче их временски парадокси који оштећују време, попут бактерија које се роје око ране. Затим настављају да "стерилишу" рану тако што прождиру свакога на видику. Што је старија ствар коју прождиру то их више задовољава.
Међутим, када се једном нађу у овој размери, они могу бити блокирани материјалним препрекама. Што су препреке старије, то су делотворније, али чак ни најстарије препреке не могу их зауставити заувек. Парадокси им такође могу дозволити да се директно материјализују на месту парадокса. Ако се временска линија врати, они нестају, а њихове радње су обрнуте као да се никада нису догодиле.
У епизоди Оци Доктор је објаснио да су, када су још постојали Господари времена, постојали закони који спречавају ширење парадокса и да се такви парадокси могу поправити. То указује да су Кољачи природна појава чије би се испољавање могло спречити ако би се парадокс брзо разрешио. Међутим, са уклањањем других Господара времена у Последњем Великом Рату Времена, више није постојала ниједна агенција која би могла да поправи време.

### Киберљуди
Изворни Киберљуди су били род хуманоида пореклом са Земљине планете близнакиње Мондас. Како су усађивали све више и више вештачких делова у своја тела као средство самоодржања, постали су хладно логични и прорачунати са осећањима која су скоро избрисана из њихових умова. Киберљуди такође имају противништтво са Далецима.
У дводелној причи епизода Успон Киберљуди (1. део) и Челично доба (2. део) другог серијала оживљене серије (2006), Киберљуди потичу из паралелне варијанте Земље где их је створио Џон Лумик, геније. обузет бесмртношћу. Он је насилно 'надоградио' огроман број људи на паралелној земљи пре контрареволуције коју је покренуо Десети Доктор.
Концепт Киберљуди су створили др. Кит Педлер (незванични научни саветник програма) и Џери Дејвис 1966. Њихово прво појављивање било је у епизоди Десета планета (1. део). Од тада су више пута представљани у својим напорима да освоје и претворе човечанство у киборге попут њих.

### Кибер сенке
Кибер сенке су подврста Киберљуди, осим што су уместо унапређеног људског бића, мозгови мачака и паса смештени у метално кућиште главе бронзане боје са црним, крзненим хуманоидним телом. Понашају се дивље и били су невероватно окретни са способношћу да се пењу на зграде и скачу са великих висина. Први пут су се појавили у божићном специјалу из 2008. године Следећи Доктор под контролом госпођице Мерси Хартиган као Киберкраљ.

### Краљ рибар
Ванземаљски војсковођа који је једном освојио Тиволи и поседује способност да претвара жива бића у духове, Краља рибара је Дванаести Доктор преварио да поверује да је претворен у духа, што је био мамац да би Краљ Рибар погинуо у надолазећој поплави.

### Крафаји
Крафаји се појављују у епизоди Винсент и Доктор (2010). Чини се да је невидљив за већину људи, али Винсент ван Гог може да га види. Претпоставља се да је то због његове менталне болести.

### Крилитани
Крилитани су род који узима атрибуте од других родова да би променила свој изглед. У епизоди Школски сусрет (2006), Десети Доктор наводи да их је и раније сретао, али да су због њихове сложене природе изгледали другачије па их није препознао. Он такође наводи да своју сложену природу добијају конзумирањем других бића.
Да би решили Скасис парадигму која би им омогућила да контролишу читав универзум, они преузимају контролу над школом и преузимају, при чему многи преузимају људске облике и преузимају улоге као што су наставници и угоститељско особље – вођа Крилитана брат Ласар преузима улогу директора, користећи псеудоним „Господин Финч“. Ученицима се служе бесплатни ручкови који садрже чипс премазан уљем крилитана које је отровно за саме крилитане, али је безопасно за људе и када се конзумира изазива повећану интелигенцију – када је Доктор питао Роуз (која је такође јела чипс) колико је 59 пута 35, она је одмах тачно одговарила на питање (2.065). Али уље је такође изузетно запаљиво, а када га је К9 запалио, прасак који је уследио уништио је школу и Крилитане унутра. Касније у епизоди, непосредно пред крај, међутим, откривено је да је К9 замењен новим моделом, поклоном Сари Џејн Смит.

### Криноиди
Криноиди су се појавили у причи о Четвртом Доктору Семе пропасти Роберта Бенкса Стјуарта. Они су веома опасан, осећајан облик биљног живота који су познати међу галактичким ботаничарима. Они се шире преко махуна са семењем које путује у паровима и насилно их бацају кроз свемир честе вулканске ерупције на њиховој неименованој матичној планети. Махуне када се отворе привлаче месо и могу да заразе и помешају своју ДНК са ДНК домаћина, преузимајући њихово тело и полако их преобразујући у криноида. Ова врста такође може да врши телепатску контролу над другим биљним светом у околини, чинећи га изненада опасном и смртоносном за животињску врсту. У каснијим фазама развоја Криноид такође може да контролише гласне жице својих жртава и може да постане телепатски симпатичан људима. Потпуно одрасли криноиди су високи много метара и онда могу да ослободе хорде парова семена за даљу колонизацију.
Две махуне су стигле на Земљу на Јужни пол током праисторијског плеистоцена и остале су неактивне на Антарктику све док нису откривене крајем двадесетог века. Један од њих се излегао након што је био изложен ултраљубичастој светлости и преузео контролу над оближњим људским научником. Четврти Доктор је интервенисао у тренутку и осигурао да Криноид буде уништен бомбом, али је друга капсула украдена и однета у кућу милионера ботаничара Харисона Чејса у Енглеској. Чејс је обезбедио клијање друге махуне која је претекла његовог научног саветника Арнолда Килера и преобразила свог субјекта током времена у криноида практично пуне величине. У немогућности да уништи створење на други начин и са опасношћу од ослобађања семена из огромне биљке, Доктор је наредио Војном ваздухопловству бомбардовање да уништи створење пре него што је могло да проклија.
Криноиди су такође представљени у аудио причи са Осмим Доктором за "Big Finish" под насловом Жариште где је скупина еколога користила узорке из изворног Криноида да покуша да створи хибриде које може да контролише људски домаћин и на тај начин контролише земаљску фауну како би се изборила са оштећењем животне средине, али су због својих напора само створили Криноида који је брзо растао пре него што га је Доктор запалио. Такође представљен у ББВ аудио записима Корен свих зла и Љубитељ природе.
Криноид се појављује као један од зликоваца у збирци кратких прича Једанаестог Доктора Приче из Трензалора као једно од створења која нападају Трензалор током Докторове одбране планете (Време Доктора (2013.)), док Доктор побеђује Криноида минирањем водом која се брзо смрзава из посебно измењеног црева, а затим разбијањем одјеком градског звона.

### Крионци
Чини се да су Крионци само женски род (размножавају се партеногенезом) који не може постојати на температурама изнад нула степени. Високи су, витки, бледи, инају дуге прсте и нокте и увећане лобање прекривене беличастом мембраном. Крећу се споро и имају гласове који одјекују. Крионци су имали напредну технологију хлађења и живели су мирно у огромним расхладним градовима све док нису скренули пажњу Киберљуди који су покушали да их збришу како би покрали њихова расхладна станишта. Непознати Киберљудима, неки Крионци су преживели. Држали су тајну базу под кибер-контролом, али је нејасно да ли су преживели или не уништавање Контроле.

### Ксерафини
Ксерафини су били древна врста са којом се сусрео Пети Доктор у причи Временски лет (1982) Питера Гримвејда. Пореклом са планете Ксерифас, поседовали су огромне психокинетичке и научне моћи. Доктор је веровао да је род збрисан током унакрсне ватре током рата Вардон/Коснак. Међутим, цео род је побегао на Земљу у летелици која је побегла. Брод се срушио у близини данашњег Хитра пре неких 140 милиона година. Када су се Ксерафини појавили, изградили су Цитаделу да обележе свој нови дом, али су Ксерафини били толико погођени зрачењем да су напустили своја првобитна хуманоидна тела и преобразили се у једну биоплазматску гешталт интелигенцију унутар саркофага у срцу Цитаделе.
Долазак Господара се поклопио са њиховим изласком из гешталт стања када су се дејства зрачења повукла, а њихов утицај је изазвао појаву подељене личности добра и зла где се свака страна такмичила за своју огромну моћ док је жудела да једном постане права врста. Господар, који је у то време такође био насукан на Земљи, успео је да ухвати једног Ксерафина као нови извор енергије за свој ТАРДИС. Међутим, Докторова интервенција је значила да је ТАРДИС његовог непријатеља послат Ксерифасу где су догађаји измакли његовој контроли.
Пре него што је побегао из Ксерафина и Ксерафинима, Господар је са собом повео Камелиона, Ксерафинско ратно оружје са напредним способностима промене облика у зависности од воље његовог контролора. Камелион је ослобођен од Господара и придружио се Докторовој екипи ТАРДИС-а у Краљевим утварама (1983).

### Ксилоци
Ксилоци су кристални род који се срушио на Земљу као метеорит пре око 60 милиона година. Сходно томе, Ксилоци који су преживели пад били су заробљени испод површине Земље, поново су расли током хиљада миленијума.
Након ерупције планине Кракатау 1883. године, један од Ксилока је пронађен у поствулканским последицама. На крају га је пријатељица геолога пренела Сари Џејн Смит када је истраживала вулканску активност годину и по дана пре догађаја у Изгубљеном дечаку. Током проучавања кристалне структуре, открила је да може да користи њен преносни рачунар за комуникацију. Ксилок је пристао да помогне Сари Џејн да заштити Земљу и био је интегрисан у суперрачунар Господин Смит који је направила Сара Џејн по упутствима Ксилока. Без знања Саре Џејн, ово је била завера у ишчекивању да ће једног дана моћи да ослободи затворени род Ксилока. Сара Џејн и њени сапутници успели су да осујети те намере, а господин Смит је препрограмиран и поново је постао корист за људски род.

## Л

### Лобање
Лобање су кратки једнооки ванземаљци, пореклом са планете Скалтос. Они су хидрофобни, што значи да ће вода спалити Лобање на мучан начин. Наводи се да могу да пију само сокове од лимуна.
У епизоди Човек који није ни постојао (2011), брод Лобања се срушио у Кину где су ванземаљци продати на црно господину Харисону који их је користио као робове, причвршћујући им огрлице на вратове као средства за мучење. Сара Џејн Смит и њени пријатељи су ипак успели да их спасу, контактирајући њихову матичну планету. Спасилачки брод стиже, сијајући Лобање и господина Харисона који је одбио да им дозволи да побегну. Лобање је створио Гарет Робертс.

## М

### Макра
Макра се први пут појављује у причи Другог Доктора из 1967. Терор Макре Ијана Стјуарта Блека. Они су интелигентна, огромна врста налик раку са неименоване планете коју ће човечанство колонизовати у будућности. Макре упадају у контролни центар колоније и преузимају полуге моћи, а да колонисти – укључујући њиховог пилота – не знају шта се догодило. Након тога, Макра се појављује само ноћу када су људи у својим одајама, поштујући полицијски час. Имају снажне хипнотичке моћи које мењају људску перцепцију. Они такође имају могућност да обезбеде да се поруке преносе путем електронских апарата као што су телевизијски или сензорски звучници. Оба ова алата се користе да држе људске колонисте под контролом, верујући да су блажено срећни. Ово представља покриће за Макру да користи колонисте као рударе у огромном руднику плина. Плин је смртоносан за рударе, али од виталног значаја за Макре, омогућавајући им да се крећу брже и подмлађујући њихове способности. Други Доктор прави револуцију на планети Макре и помаже да се направи прасак у контролном центру, уништавајући надлежну Макру.
Макра се такође појављује у епизоди Шпиц из 2007. године, постајући први једнократни противник Доктора у класичној серији који се појављује у оживљеној серији, а Зајгонци се поново појављују у причи о Једанаестом Доктору Дан Доктора (2013). У епизоди је пронађено да су неке Макре живе испод Новог Јорка, града Нове Земље. Живе у густој магли издувних гасова на главном аутопуту испод града, пратећи летећа кола својим светлима и грабе их када им се превише приближе. Доктор каже да је врста стара неколико милијарди година и да је некада развила мало царство као „пошаст ове галаксије“, али Макра испод Новог Јорка мора да се претворила у ништа друго до звери.

### Марсовац
У универзуму Доктор Ху, планета Марс је дом за два позната облика разумног живота: Ледене ратнике, род гмизавачких хуманоида и Потоп, осећајни вирус који се преноси водом на који је наишла прва људска база на Марсу у специјалу Воде Марса (2009). Дона Нобл је Десетог Доктора погрешно препознала као Марсовца током њиховог сусрета у специјалу Одбегла невеста (2006), са царицом Ракноса.

### Масноће
Масноће су ванземаљци састављени од живе масти приказани у епизоди Ортаци у злочину (2008). Њихов свет за размножавање Масноћа 3 је изгубљен што их је навело да се обрате „Госпођици Фостер“ или Матрони Кофелији из расадничке флоте "Пет исправних Класабиндаца" Интергалактичке класе како би створили ново поколење. Она је формулисала лек који би проузроковао да се људска маст (масно ткиво) партенопостањем преобрази у масну децу. Поступак је уопштено безопасан за домаћина осим губитка телесне масти, али у хитним случајевима поступак се може убрзати, претварајући цело тело домаћина, што је кобно за домаћина и производи болесну и слабу масну децу. Прокламација о сенци забрањује сејање или размножавање ванземаљаца на планети 5. нивоа као што је Земља. Ниво 5 значи пре-варп способности као што је речено у епизоди Ортаци у злочину. Према вебкасту Досијеи чудовишта капетана Џека о Масноћама, деца су стављена у штићенике Прокламације сенке што указује да је прва породица Масноћа осуђена за своје злочине.
У паралелном универзуму створеном у епизоди Скрени лево (2008), догађај са Масноћом догодио се у Америци уместо у Уједињеном Краљевству пошто је Лондон уништен када се Титаник срушио у Бакингемску палату због одсуства Доктора (Путовање проклетих). Због тога је преко 60 милиона Американаца (отприлике 20% укупног становништва Сједињених Држава) изгинуло у овој временској линији.
У епизодама Украдена Земља (1. део) и Крај путовања (2. део) (2008), откривено је да је планета која се размножава Масноћа 3 била једна од 27 планета које је Ново далечко царство преместило у каскаду Медузе. Након њиховог пораза, Масноћа 3 и остале планете враћене су на своје првобитне положаје.
У епизоди Крај времена (2009–10), Масноћа је приказана у кафани заједно са другим ванземаљцима које је Десети Доктор претходно срео. Пет акционих фигурица Масноћа објављено је као део првог низа од 4 таласа.

### Мачји род
Мачји род су мачке будућности које су еволуирале у хуманоиде. Они су способни да се укрсте са људима будућности. Мачји род има тела прекривена длакама, мачје црте лица и канџе које се могу увлачити. Њихови млади подсећају на типичне домаће мачиће са хуманоидним цртама које се појављују после десет месеци.
У епизоди Нова земља (2006), скупина Мачјег рода под називом Сестре обиља водила је болницу у близини града Новог Јорка. У епизоди Шпиц (2007), особа Мачји Род Томас Кинкејд Брениган има жену људско биће и легло мачића.
Њихово последње појављивање било је у епизоди Ванвременска деца у секвенци бљеска из прошлости.

### Меноптра
Меноптра (написана Меноптера у романсези серијала) појавила се у причи Првог Доктора Планета мрежа коју је написао Бил Стратон (1965). Они су интелигентна, двоножна инсектоидна врста са планете Вортис. По изгледу подсећају на укрштање огромних лептира и пчела, при чему свака Меноптра поседује четири велика крила. Имају жуте и црне пруге око тела и изгледају као да су високи око метар и осамдесет, али изгледа да немају типичне делове тела инсеката (као што су мандибуле или стомак).
Мирне и љубазне по природи, Меноптре се крећу на јединствен, стилизован начин, а њихове вокалне инфлексије су укочене. Првог доктора, Ијана, Барбаре и Вики, били су веома добродошли, али су показали анимозитет према својим колегама инсектоидима Зарбијима, као и гнушање према Анимусима, непријатељској ванземаљској интелигенцији која је преузела првобитно пасивне Зарбије и скоро цео Вортис. Када је постало јасно да је Доктор вољан да им помогне да победе Анимуса, било им је превише драго да помогну на било који начин.
Меноптре рођене без крила сматрају се грађанима другог реда.
Меноптре и Зарбији су приказани на насловној страни првог издања Годишњег часописа Доктор Ху у септембру 1965. заједно са још два ванземаљска рода из Доктора Хуа, Вурдима и Сензоритима.

### Ментори
Ментори су амфибијски капиталисти који се први пут појављују у серијалу Освета Вароса.

### Минотаури
Ванземаљац Минотаур је био затворен у затвору који је личио на хотел на Земљи у епизоди Манија Бога (2011), међутим овај „хотел“ је имао бесконачне ходнике и тако се успоставио као Бог, хранећи се страховима бића која их пронађу заробљене у хотелу. Једанаести Доктор је схватио да се Минотаур заправо храни вером људи да ће их нешто или неко спасити од њихових најгорих страхова и тако привремено охрабрује своју сапутницу Ејми Понд да изгуби веру у њега, што је на крају омогућило Минотауру да умре мирно у ходницима хотела. Доктор помиње да су ова ванземаљска врста Минотаури рођаци Нимона.

### Мовеланци
Мовеланци, који су се први пут појавили у серијалу Четвртог Доктора Судбина Далека (1979), су андроидна врста која потиче изван галаксије. Они су били противници Далека.
Мовеланци споља подсећају на физички привлачне људе различитих народности и полова. Сви Мовеланци андроиди носе беле одоре које пристају и имају сребрну косу исплетену у стилу дредова. Они су јачи и имају већу физичку издржљивост од људских бића. Главна слабост Мовеланачке израде је крајње напајање које сваки андроид носи на свом појасу. Ово се може уклонити са упоредном лакоћом, што доводи до потпуног искључивања андроида. Једном уклоњена струјна кола могу се репрограмирати тако да ће андроид послушати наређења другог бића.
Мовеланци се поново помињу у серијалу Васкрснуће Далека (1984), где је вирус њиховог изума био централни заплет те приче. Појављују се и у епизоди Пилот (2017) где се виде како се боре са Далецима.

### Монаси
Монаси су ванземаљски род хуманоида који мења облик који може да бира свој изглед по вољи. На Земљи су изабрали да личе на људске лешеве. Монаси проучавају друге планете кроз виртуелне симулације и преузимају власт тако што неко на власти из љубави пристане на њихову владавину.
У епизоди Крајност (2017), симулирана варијанта Дванаестог Доктора је на крају схватила истину и послала је е-поштом снимак симулације монаха правом Дванаестом Доктору кроз његове звучне наочаре за сунце, упозоравајући га на надолазећу најезду.
У епизоди Пирамида на крају света (2017), Монаси су окупљеним светским вођама показали будућност у којој ће Земљу за годину дана уништити бактерије и понудили да их заштите као своје владаре. Доктор је планирао да заустави бактерију дизањем у ваздух лабораторије у којој је пронађена, али је схватио да не може да избегне прасак због слепила. Не желећи да дозволи да њен пријатељ умре, Бил Потс је пристала на владавину Монаха у замену за Докторов вид, дозвољавајући му да побегне.
У епизоди Лаж тла (2017), Монаси су владали Земљом шест месеци и држали контролу над људима тако што су емитовали ревидирану варијанту историје планете која је укључивала Монахе од почетка. Бил, главни кључ преко кога је емитована лажна историја, прекинула је своју психичку везу са Монасима тако што је емитовала чиста сећања на своју мајку због чега су Монаси изгубили контролу над човечанством и на крају се повукли са Земље.

### Морски ђаволи
Морски ђаволи су били хуманоиди налик корњачама који су живели у Земљиним морима милионима година пре него што су људи еволуирали. Веровали су да ће се мала планета срушити на Земљу, али је уместо тога постала Земљин месец. Као и Силуријанци, ушли су у хибернацију и желели су да узму планету од људи када се пробуде.

### Мочварци
Зеленопути, зеленокоси домороци трећег месеца Делта Магме. Осим своје боје, изгледају слично људима. Мочварци су интелигентни, али примитивни без технологије. Они обожавају огромно створење налик лигњи по имену Крол. У епизоди Моћ Крола виде се само мушки Мочварци.

## Н

### Надувана риба
Иначе неименована хуманоидна двоножна ванземаљска Надувана риба се појављује у епизоди Пољубац, пољубац, бум, бум (2008). Надувана риба коју игра Пол Кејси држи део кутије слагалице капетана Џона Харта. Могуће је да је та риба била позната Џону. Савладан земаљским задовољствима, хедонистичка надувана риба узима кокаин, краде спортска кола и узима пубертетлијку као таокињу,али привлачи пажњу "Торчвуда" и месних медија, што је довело до њене коначне смрти.
Млада Надувана риба се појављује у епизоди Фрагменти (2008) у рељефним секвенцама које укључују први задатак капетана Џека Харкнеса за Институт "Торчвуд" током које Џек хвата рибу због разних ситних злочина, али је био бесан када је упуцан пошто је ухваћена.
Надувана риба и још два риболика створења појављују се у краткој причи Књига по Јахију часописа "Торчвуд". Надувана риба је преузела име господин Гли и већ неко време ради као шеф подземља у Кардифу.
Надувана риба се појавила у епизоди Отварање Пандорике (1. део) (2010) као део Савеза формираног да ухвати Једанаестог Доктора. Нежива Надувана риба се појављује у Хеџвиковом Свету чуда у седмој епизоди Кошмар у сребру (2013) коју су посетили Доктор и Клара Освалд.

### Небеске рибе
Небеске рибе су створења налик риби способна да пливају кроз ваздух користећи електричну енергију кристалне магле планете Ембер. Привлачи их музика јер узрокује да кристали у магли резонирају на начин који производи делта таласе. Они варирају од малих риба до потпуно одраслих ајкула.

### Небески творац играчака
Небески творац играчака био је моћно биће које је хватало жива бића у детињасте игре својом слободом као улогом. Међутим, Творац играчака је мрзео да губи и игре су увек биле намештене у његову корист. Први пут се појавио у епизоди Небеска соба играчака, а појавиће се и у специјалу поводом 60. годишњице.
Творац играчака се помиње у епизоди Да ли ме чујеш? у 12. серијалу.

### Не-ствари
Не-ствари које се понекад називају Никојима су бића која су постојала у празнини изван универзума. Када су стигли на ивицу универзума, чули су звуке мржње и рата и били су обликовани тиме, постајући злонамерни. Они могу да копирају друга бића са невероватном тачношћу од њиховог физичког изгледа до својих сећања, истовремено задржавајући одређени степен флексибилности који им омогућава да трче брже или да изврћу своја тела на неприродан начин. Не-ствари обликују примерке тако што додирују мозак свог субјекта и претварају топлоту из ваздуха у масу како би одговарале њиховом спољашњем изгледу. Они могу брже да копирају када је мозак субјекта најактивнији тако да стално плаше своје субјекте, допуштајући да адреналин и страх одржавају мозак активним.

### Некако
Некако су врста људи сличним људима. На први поглед би се могло претпоставити да су слични људима из доба пећинског човека. Међутим, њихове огрлице изгледају сличне двострукој спирали, што указује да су паметнији него што изгледају. Имају легенде о Мари и упозорени су да не сањају сами како би је држали подаље. Људима Некакима није дозвољено да говоре, али ако неко говори, пророчанство каже да ће сви Некаки говорити. Имају жене сличне шаманима, говоре готово течно. Када старешина умре, њен дух и знање улазе у њеног шегрта. Дете у племену Некако могло би да има до седам очева, мада то није разрађено. Иако би то могао бити један биолошки отац и шест очуха.

### Нестени
Нестени су род аморфних ванземаљаца који могу да контролишу све облике пластике и стварају Отонаца. Откако је Последњи велики временски рат уништио њихове планете за снабдевање храном, Нестени су тражили замене.

### Нимони
Нимони су црна бића налик минотауру са црвеним очима која иду на друге планете и представљају се као богови. Међутим, они нису ништа друго до паразитски род који искрвари планете пре него што пређу на нове у циклусу који се понавља. Они су рођаци врсте Минотаура са којима се Једанаести Доктор сусрео у епизоди Манија Бога (2011). Док се неко представљао као Бог, добијао је жртве да би се користио као батерије за напајање њиховог телепортера. Међутим, Докторов долазак спречио је више од два додатна Нимона да стигну. Остали су покушали крајњи план дижући у ваздух њихову планету која је сада лишена средстава и побивши их све.

## О

### Огри
Огри су се појавили у причи о Четвртом Доктору Камење крви (1978) Дејвида Фишера.
Огри − врста створења на бази силицијума пореклом из Огра. Изгледали су као велике стене, обично више од човека, али неправилног облика. Били су велики, спори и тешки, понекад и до 3,5 тоне, али су могли да поднесу много штете, како енергетске тако и физичке. Када би били будни, сијали би и правили гласну тутњаву. Као и други облици живота засновани на силицијуму, они се разбијају у песак када бивају побијени и такође су оставили силицијум када су се померили. Хранили су се разним врстама беланчевина који су били уобичајени на Огру. Када су били на Земљи, Огри су морали да се ослањају на глобулин у крви који су могли да упију додиром. Огрима није показивано да комуницирају и нису показивали знаке интелигенције. Огри је имао дуг животни век, живео је хиљадама година. Цезар од Диплоса је узео три Огра са Огра које је користила за заштиту и да задиви људе на Земљи. Ови Огри су чекали са Девет путника док их нису пробудили Цезар или њене следбенике.
Галактички савез је користио увећане Огре као вратаре.
Најмање један Огар је откривен на Земљи пре 1983. и завршио је под бригом Исака Самерфилда у Малом Колдвелу. Живео је на гробљу и редовно је био храњен крвљу да би био послушан. Био је кључан у спасавању Малог Колдвела од пажње САСО-а, убивши одметнутог команданта САСО-а одговорног за бројне отмице (и ванземаљаца и људи).

### Огрони
Огрони су плаћеници које разне стране запошљавају да „раде њихов прљави посао“ широм универзума. Они јако подсећају на Орке или Урук-хаије из Господара прстенова, будући да су велики хуманоиди са густом сивом кожом, избоченим избочинама обрва и густом, запетљаном косом. Они првенствено користе оружје за омамљивање, а барем једном су их користили и Далеци и Господар. Први пут су се појавили у серијалу Трећег Доктора Дан Далека (1972).

### Оптера
Оптера се појавила у причи о Првом Доктору Планета мрежа (1965) аутора Била Стратона. Ова створења налик на гусенице су некада била Меноптре, али су уместо тога изабрала да се зароне испод земље и напусте свет светлости и лета изнад. Подразумева се да их је тамо можда отерао злонамерни Анимус.
Имају веће очи од своје браће Меноптра и немају крила. Међутим, они имају бројне руке и изгледају као да "скачу" на стилизован начин. Говоре нагибом другачијим од оног код њихових рођака сличних пчелама, али њихов говор је чудно наречје језика „горњег света“ и речи и фраза које су сами сковали.
На крају приче, Анимус је поражен, а Оптере су убеђене да се врате на површину где су се радовали што њихова деца уче радости лета, што је указало да ће Оптере када се врате на површину поново развити крила.

## П

### Патуљак Мордант
Патуљак Мордант је ванземаљац из рода познатог као Салакани, род који занима да буде најбољи продавац у целој галаксији. Према Доктору Хуу је крајње зло Волија К. Дејлија, Мордант покушава да буде најбољи продавац тако што је у договору о стварању зрака мржње у свемиру и уз помоћ Есковала да прекрши правила Првих породица и отвори оружарници да започне рат. Али се предаје под Докторовим условом да напусти планету и искључи свој зрак мржње ради мира и трговине негде другде.

### Пеладонци
Пеладонци изгледају хуманоидно, али су још увек у добу недостатка напредне технологије, барем када их је Трећи Доктор посетио први пут када је Пеладон разматрао пријем у галактички савез. У првој Докторовој пустоловини, Пеладонцима је владао полуљудски краљ назван по планети. На свом другом путовању Трећи Доктор је упознао ћерку краља Пеладонаца, 1/4 људске краљице.

### Перле
Перле се поново појављују у причи о Великој завршници под називом Пустоловина Осејдона која је објављена у јуну 2012. као део Пустоловина Четвртог Доктора.

### Пировили
Пореклом са планете Пировилија, ова створења су имала тела направљена од стена за које се чинило да садрже ватру. Главе много виших од људи личиле су на шлемове и могле су да буду убијене спојем са водом. Када је њихова матична планета нестала, побегли су након пада на земљу и многе од њих претворили у прашину. Остали су успавани испод Везува вековима све док их није пробудио земљотрес у Помпеји. Почели су да планирају освајање земље користећи градске гатаре у своју корист. Тиме што су их натерали да удишу прашину оних који су уништени у несрећи, народ Помпеја је почео да се претвара у камен и на крају постао нови Пировили. Десети Доктор сазнаје за њихове планове да освоје Земљу и прокључао је мора и пронашао њихову јазбину у срцу вулкана. Али сазнао је да због тога што користе снагу вулкана спречавају злогласну ерупцију. Схвативши да је питање „Или Помпеја или свет“, Доктор и Дона преокрећу машину која је покренула ерупцију Везува која уништава Пировиле.

### Плазмавори
Плазмавори су ванземаљци који мењају облик и живе на хемоглобину. Они упијају крв својих жртава што заузврат мења њихову сопствену хемију крви у жртвину и омогућава им да опонашају друге врсте када се медицински скенирају. Плазмавор се крио од Џадуна у болници Краљевске наде на Земљи прерушен у Флоренс Финеган.

### Поноћни ентитет
Поноћни ентитет је име за које се претпоставља да је дато тајанственом бићу на које је Доктор наишао у епизоди Поноћ. Природни изглед овог организма није непосредно познат, само се назива сенка, "нешто се помера. Као да је трчало". Створење је било способно да запоседне људе. Прво неспособан да се креће, понавља оно што други људи говоре, затим почиње да говори оно што они говоре у исто време, а онда је способан да се креће и преузима друге људе.

### Потоп
Потоп је вирусни ентитет који подсећа на воду пронађен на Марсу. Десети Доктор нагађа да су их Ледени ратници можда затворили унутар глечера. Марсова База 1 користи глечер за воду, али када се један од њихових филтера за воду разбио, Потоп је почео да заражава особље, претварајући их у стање попут зомбија које може произвести заразну воду, са необичном електричном активношћу у мозгу и поцрнелим зубима. Док је Потоп прегазио базу са намером да стигне до Земље, Доктор одлучује да мора да оде, знајући да је уништење базе фиксна тачка у времену која се не може променити. Убрзо се враћа, али вођа базе Аделајд Брук покреће функцију самоуништења базе. Дрско кршећи законе времена, Доктор успева да спасе преосталу посаду која није заражена водом, а Потоп је уништен заједно са базом.

### Птинг
Птинг има отровну кожу и једе све што није органско, па и енергију Тринаестог Доктора из њеног звучног шрафцигера. Тим Прајс је заслужан за стварање Птинга у епизоди Tsuranga Conundrum.

## Р

### Раак
Раак је било морско чудовиште на којем је Крозије вршио огледе у серијалу Умни след. Била је то мутирана риба створена да прати технологију таласа плиме. Улогу је одиграо Роберт Вест под својим изворним именом Расел Вест.

### Ракакорикофалапаторианци
Ракакорикофаллапаторианци су се први пут појавили у епизоди Деветог Доктора "Ванземаљци из Лондона". Они су пореклом са измишљене планете Ракакорикофалапаториус и могу бити груписани према проширеним породичним именима која се понекад користе за генерички упућивање на њихову врсту. Излегу се из јаја и састоје се од живог калцијума. Смртна казна се практикује у матичном свету, што подразумева урањање осуђених злочинаца у киселину која их полако раствара док су још живи коју гледаоци затим пију као супу.
Породица Слитинаца била је немилосрдна злочиначка секта побуђена зарадом. Пошто су осуђени за злочине на Ракакорикофалапаторијусу, прогнани су и запрећено им је погубљењем ако се врате.
Породица Блатерина били су заклети непријатељи Слитинаца и убацили су се у затвор на планети Џастиса.
Ракакорикофалапаторианци се појављују у ванземаљској кафани у специјалу Крај времена.

### Раквид
Ванземаљска биљка са планете Ракакорикофалапаториус, биљка Раквид представљена је Сари Џејн Смит као поклон породице Блатерина. Међутим, Раквид је брзо почео да испушта смртоносне споре у атмосферу због чега су жртве добиле ненормалан осип на кожи и пале у кому. Касније је постало очигледно да су Блатерини били зависни од једења Раквида који је био веома осетљив на гласне звукове па када је господин Смит огласио гласну узбуну преко Илинга, Раквид се смежурао и умро, што је на крају значило да је Блатерин пукао над Саром Џејн и њеним сапутницима.

### Ракнос
Ракноси се појвљују у божићном специјалу 2006. Одбегла невеста.
Десети Доктор описује Ракноса као древни род ванземаљаца из Мрачних времена универзума. Полу-хуманоидни, полу-паучњаци по изгледу, били су најездна сила која је прогутала све на планетама које су освојили. Њихов род су збрисала Млада царства пре више од 4,6 милијарди година. Иако Господари времена нису наведени као део Царства, Доктор признаје да су његови људи открили њихов извор енергије, честице Хуона, а након што је чула име Докторове планете Галифреј, Царица тврди да су они „убили“ Ракноса. Доктор и Дона Нобл су приказани како сведоци како скоро сви преживели из рода беже на свом броду тамо где ће се касније формирати Земља, служећи уместо планетезимала као њеног језгра, хибернирајући милијардама година, са изузетком њихове Царице. Доктор примећује да због тога што су Хуон честице престале да постоје, преживели Ракноса су заглављени у хибернацији. Царица је виђена како долази на Земљу у свом броду Вебстар у овој епизоди, настојећи да искористи честице Хуона које је реконструисао Институт "Торчвуд" користећи воду реке Темзе као средство за оживљавање своје „деце“ пре него што се једе на људско становништво Земље. Претпоставља се да су последњи Ракноси збрисани када је Доктор испустио воду Темзе низ окно које води до њиховог брода. Царица је убијена када је њен сопствени брод уништила британска војска по наређењу „господина Саксона“.
Царица се накратко појавила у бљеску из прошлости у епизоди Скрени лево (2008). У паралелном универзуму који је створила Дона, она је и даље поражена, али је Доктор без Доне да га заустави и на крају спаси његов живот приказан да се удавио. Војник UNIT-а је нагађао да је умро "пребрзо да би се регенерисао". Без његове заштите, приказано је да Земља постаје дистопија у наредних неколико година.
Ракноси су се такође појавили у аудио серијалу Доктор Ху: Класични Доктори, нова чудовишта у којем се види како је Пети Доктор увучен у рат против Ракноса у далекој прошлости када је позив у помоћ током рата преузео дуго неактивни програм у ТАРДИС-у што је довело до тога да је Доктор ухваћен у политичком сукобу између Царице Ракноса и њеног издајничког старог супруга и њеног заменика.

### Род Сенки
Род Сенки су били род хуманоида ватреног типа из Доње стране. Род Сенки је могао да постоји као чиста сенка и у чврстом облику, али је могао да преживи само физички уз присуство сенке. Њима је владао Краљ Сенки који је владао из палате сенки на дну. Род Сенки је стигао на Родију усред грађанског рата и побио све Родијце и Квилове осим родијског краљевића Чарлија Смита и његове заштитнице Квил госпођице Квил које је спасио Дванаести Доктор и одвео на Академију "Коалино брдо". Пратећи их на Земљу, Род Сенки, предвођен Коракинусом, појавио се кроз сузу у простор-времену на матурској вечери у школи, али их је Доктор приморан назад. Током најезде када је студенткиње "Коалиног брда" Ејприл Меклин пуцала из пиштоља на Коракинус, а Чарли ју је гурнуо с пута, она и Коракинус су почели да деле Ејприлино срце. Ејприл је нашла пут до палате Сенки и победила Коракина у бици. Она је постала нова краљица, а Род Сенки је натерао да затвори Коракинуса. Међутим, касније су се вратили да поново нападну Земљу под Коракинусовом командом. Чарли је одлучио да употреби пиштољ за расељавање да убије Ејприл и Коракинуса чиме је омогућио себи да постане нови Краљ Сенки. Као краљ, наредио је својој војсци да се повуче, а затим је искористио Кабинет душа да избрише све Родове Сенки из постојања. Пошто је користио кабинет, Ејприл је васкрсао, али у Коракинусовом телу.

### Родијци
Родијци су били хуманоидна врста која је владала планетом Родијом и имала дугу историју рата са Пером. Све Родијце и Квиле је побио Род Сенки, осим краљевића од Родије и борца за слободу Квила који је био уговорен са њим. Дванаести Доктор их је спасао и одвео на Академију "Коалино брдо" где је краљевић узео име „Чарли Смит“, а Андраат име „Госпођица Квил“. Чарли је успео да понесе Кабинет душа са собом на Земљу, уређај који је садржао душе свих палих Родијаца, који је касније користио да збрише све Родове Сенки када су напали Земљу.

### Рој
Такође познати од стране Обавештајне јединице Уједињених нација (UNIT-а) као Рој, они су створења налик мантама са металним егзоскелетима који им омогућавају да путују са планете на планету преко црвоточине. Они троше све на планети, претварајући је у пустињу, а затим се роје преко површине планете, стварајући црвоточину која им омогућава да путују до следеће планете.
Рој су очигледно зглавкари јер су егзотермни и поседују егзокостур састављен од метала који је прогутан, а затим излучен у егзокостур. Они су прождрљиви хранитељи, једу и органске и неорганске материјале у распону од меса и костију преко биљне материје до метала и пластике. Они такође производе огроман број младих и расту од рођења до одрасле особе за мање од годину дана, као што је приказано када је Десети Доктор приказао годину дана стар снимак Сан Хелиоса пре његове заразе Ројем.
Путују до других планета кроз црвоточине створене у ткиву Простор-времена тако што круже око планете све брже и брже, а како сваки Рој може да садржи милијарде огромних ража, они праве рупу у свемиру. Њихове црвоточине могу да пренесу цео рој на бесконачну удаљеност кроз свемир.

### Рутани
Ванземаљска врста која је миленијумима била у рату са Сонтаранцима, Рутани се појављују као светлеће зелене кружнице налик медузама. Попут Зајгонаца, и Рутани могу да мењају облик по вољи. Такође су осетљиви на одређене звучне учесталости. Рутани су се појавили у серијалу Хорор Фенг Рока у ком су покушали да нападну планету као стратешку испоставу у свом рату са Сонтаранцима. Рутани су се од тада појављивали у разним огранак медијима, укључујући књиге, аудио драме и видео игрице.

## С

### Сајмон
„Сајмон“ је био ванземаљац који се помиње на веб страници "Торчвуд", посебно у чланку приложеном уз дневник Аманде Дејвис, а посебно у њему. Путовао је Земљом, тражећи да открије извор живота. Залутао је у село на селу и примила га је породица Дејвис. Сајмон је, темељући своју појаву на Џону Бон Џовију скоро тренутно завео њихову ћерку Аманду и на крају је оставио трудну са ванземаљском бебом (која се и сама брзо развила и почела да деградира њено здравље). Сајмон је затим нестао отприлике у исто време када је стигао Џек Харкнес (што указује да га је заробио или убио "Торчвуд"), а касније се Џек састао са Амандиним оцем и (очигледно) склопио договор да цело село, укључујући Аманду, буде подвргнуто пилулама за амнезију, да се заплене сви записи и докази да су Давијеви постојали у селу (укључујући Амандин дневник), да се ванземаљска беба уклони пре него што је Аманда умрла и затим да се породица Дејвис пошаље на неко друго место са новим идентитетом.

### Салакани
Помиње се у причи о Доктору Хуу Волија К. Дејлија Доктор Ху: Врхунско зло. Продавац по имену Патуљак Мордант био је из рода познатог као Салакани.

### Сатурнини
Сатурнини су вампирски ванземаљци налик јастогу који су се борили против Једанаестог Доктора у Венецији у 16. веку у епизоди Вампири из Венеције (2010). Њихов изглед очигледно изазива страх због многих оштрих избочина и очњака. Могли су да дишу под водом и имали су вампирске квалитете као што су рањивост на сунчеву светлост, без одраза и жеђ за људском крвљу. Међутим, ово је лако објаснити. Као „рибе из свемира“ навикли су да живе у мрачним дубинама. Било чији ум не може да се носи са конфликтним подацима филтера перцепције и Сатурнинског правог одраза. Розана и Франческо су пили крв девојчица које похађају школу да би је могле заменити својом. Њихова вођа, сињора Розана Калвијери, користила је филтер перцепције да се појави као људска жена која је покренула школу за девојчице. То је била маска за тражење жртава да би се преобразиле у парове Франческове браће. Планирали су да преплаве Венецију у покушају да наставе своју цивилизацију пошто је њихова планета Сатурнин уништена пукотинама у универзуму. Када је Доктор осујетио њихов план, Розана је извршила самоубиство дозволивши свом потомству да је прождере. Међутим, када је Доктор преписао време у епизоди Велики прасак (2010) спречавајући постојање пукотина, врло је вероватно да Сатурнин није био уништен пукотинама и породица Калвијери није престала.
Доктор је, барем у својој једанаестој инкарнацији, сматрао да је његова пустоловина у борби са Сатурнинима била незаборавна. У епизоди Добар човек иде у рат (2011), он је рекао да су његове пустоловине „трчања около, секси, рибље вампири и разне ствари“, па је чак и питао Мелоди Понд да ли јој је Ејми причала о „Вампирима из Венеције“ током епизоде Хајде да убијемо Хитлера (2011).

### Секс гас
Неименовани гасовити ванземаљски паразит који долази на Земљу да се храни оргазмичком енергијом у епизоди Први дан (2006), тврдећи да у универзуму нема друге енергије попут ње. Могуће је да је оргазмична енергија као дрога за гас и да је зависна. Састављена од гасова воракса и церанијума, Земљина атмосфера је отровна за ванземаљца, тако да јој је потребан људски домаћин да би преживела дужи период. Није приказана на камерама. Бори се за контролу са својим домаћином, изазивајући физиолошке промене које ће на крају довести до праска унутрашњих органа домаћина.
Ванземаљац такође тера свог домаћина да лучи мешавину ултра-моћних феромона који изазивају огромну сексуалну привлачност код оних око себе у сврху храњења. Они са снажнијом вољом би могли да се одупру феромонима. Спајање са домаћином је кобно, узрокујући да се партнер домаћина распадне у гомилу прашине на врхунцу и дозвољава ванземаљцу да упије енергију из оргазма. Чинило се да добро познаје људску биологију (или барем довољно), знајући да му је потребан супротан пол да би добио енергију. Преварено је из домаћина и остављено у преносивом енергетском затвору све док није истекло од тровања земаљским ваздухом.
Интернет страница BBC-а "Торчвуд" наводи га као "сексуални гас". Продуцент Расел Т. Дејвис у документарној серији Торчвуд: Јавно назива је "сексуалним чудовиштем".
Ово створење је послужило као начин да се покаже да Торчвудове приче могу да дођу на места на којима приче прилагођене деци Доктора Хуа не могу.

### Сенка
Припадник непознатог род који је служио Црном Чувару. Лице му је било празно, осим нејасних утисака облика лобање. Носио је нешто што је личило на тамну свечану одећу.

### Сестринство из Карна
Женска побожна скупина смештена на планети Карн задужена за Еликсир вечног живота, направљен од Вечног пламена. Еликсир има изузетна лековита својства, као што је помоћ Господарима времена који пролазе кроз тешке регенерације. Четврти Доктор је добио нешто након оштећења мозга у менталном дуелу са Морбијусм. Други напици које сестринство може да дозволи Господарима времена да изаберу каква ће бити њихова следећа инкарнација варирају од старости, тежине, снаге, осећања, пола и начина размишљања. Видевши да особа каква је био током свих својих регенерација није била погодна за борбу против терора Временског рата, Осми Доктор је изабрао напитак који би га претворио у Ратника.
Први пут су се појавили у серијалу Мозак Морбијуса, где су постали параноични због Морбијусове издаје у прошлости. Од тада су користили своје менталне моћи да обарају бродове на површину планете. Вечни пламен се зачепио чађом годину дана прије догађаја у епизоди, а Сестринство је покушавало да га поправи безуспешно. Доктор решава проблем, а сестринство му је касније помогло да заустави оживљеног Морбијуса. Касније се поново појављују у мини-епизоди из 2013. Ноћ Доктора где оживљавају смртно рањеног Осмог Доктора и помажу му да се регенерише у своју следећу инкарнацију. Даље се појављују у епизодама Чаробњаков ученик (1. део) и Ђавоље решење. Сестринство се даље појављује у неколико делова Докторових огранак медија, укључујући аудио драме Загреус, Сестринство из пламена и Освета морбијуса.
Су Бишоп, Џени Келс, Габријел Моубреј и Вероника Риџ играли су неименоване чланове Сестринства. Синтија Гренвил је тумачила лик Марен, Гили Браун лик Охике, а Клер Хигинс лик Охиле.

### Сикоракс
Сикоракси су се први пут појавили у дебитантској причи Десетог Доктора Божићна најезда 2005. године.
Чини се да су Сикоракси хуманоиди без коже који носе мантиле од костију, обично држећи своје црте лица скривеним испод шлемова. Они су вешти у употреби оружја као што су мачеви и бичеви који могу да испоруче енергетски пражњење које дезинтегрише месо своје мете. Њихов језик се зове сикораксијски. Чини се да Сикоракс такође има технологију која је или прикривена или третирана као магија, називајући „клетве“ и Докторове регенеративне способности „вештичијом“. Вођа Сикоракса је поменуо "армаду" коју би могли да искористе да заузму Земљу силом ако њихов план контроле крви пропадне. Чини се да имају и борилачко друштво са обичајем часне борбе, али се не боје да убијају затворенике.
Према писању Расела Т. Дејвиса на веб-сајту BBC-а, грађа лица Сикоракса је подстрекнута лобањом коња. Према истом запису, Сикоракс је настао на астероиду у удаљеном саставу ЈКС82 познатом као Ватрена замка. Били су уздигнути када се свемирски брод срушио на њихов астероид и вођа Сикоракса поробио преживеле, приморавши ванземаљце да их поуче о њиховој технологији. Астероид је затим накнадно уграђен у први од многих свемирских бродова које је Сикоракс тада користио за нападе на друге планете, постајући страховити међузвездани чистачи. Овај углед је јасан у њиховом односу према другим 'слабијим' родовима. Вођа Сикоракса коментарише Роуз да не би 'прљао језик' њеним језиком, а њихова преведена реч за 'човек' такође може да значи 'стока'. Њихова армада је стално у орбити око Драгуља Стаа Крафела.
У књигама Досијеи Доктора Хуа, назив матичног света Сикоракса је дат као "Сикорак". Нејасно је да ли је ово друго име за Ватрену замку. Штавише, након уништења Ватрене замке, Сикоракс се проширио даље кроз галаксију и попут људи је једна од три врсте које непрестано преживљавају и прилагођавају се, чак и до краја Универзума.
Име Сикоракс се користи у драми Вилијема Шекспира Бура. Шекспиров Сикоракс је умро пре почетка представе. Описана је као вештица која је била мајка звери Калибана. Шекспирово име се помиње у епизоди 3. серијала Шекспиров код када је Доктор пронашао лобању коња у орману Глобуса. Он коментарише да [га] то „превише подсећа на Сикоракс“. Шекспир напомиње да му се допада звук те речи, очигледно је потом користио у Олуји.
Сикоракси се такође накратко појављују у епизоди Отварање Пандорике (1. део) (2010) као део Савеза састављеног да ухвати Доктора. Касније у епизоди Име Доктора (2013), Велика интелигенција их помиње као једне од оних које су Доктора оставиле крвљу. Сикоракс се појављује као затвореник поред Доктора у специјалу Револуција Далека (2021).
У броју 1 ИДВ објављеног стрипа Доктор Ху, Сикоракс сакупља скоро изумрле врсте које ће користити са мењачима облика за скупе ловове. Род Сикоракса се такође враћа у стрипу Десетог Доктора Удовицино проклетство у 395. броју Часописа Доктор Ху. ЧДХ стрип прича је прво појављивање жена Сикоракса који делују одвојено од мушкараца.
У аудио причи класичних Доктора Нова чудовишта, Седми Доктор се суочава са Сикораксом у аудио снимку Жетва Сикоракса где мора да заустави њихове напоре да преузму контролу над свемирском станицом која садржи узорке крви узете практично од целог човека трка далеке будућности.

### Сирена
Сирена је виртуелни лекар који се налазио на свемирском броду непознате ванземаљског рода који се срушио у димензији паралелној са океаном којим је брод Фенси пловио 1699. Захваљујући "протеинском колу", могла је да се појави пред врстом у облику то би им било привлачно за сарадњу. Да би смирила своје пацијенте, Сирена је могла да пева прелепу вокалну песму. Међутим, пошто је била само програм, Сирена је имала врло мало вештина расуђивања. Сирена је постала црвена са демонским лицем када се суочила са отпором и клицама. Када се брод коме је она била лекар срушио у просторну пукотину где је "Фенси" била умирена (а посада умрла од људске болести), она је нагло почела да узима повређене са брода, чак и ако је то био једноставан рез, показујући велики недостатак интелигенције. Да није било Докторовог доласка, Сирена би на крају стигла до обале и почела да покушава да обрађује свакога ко је болестан. Капетан Хенри Ејвери, Тоби Ејвери и посада "Фенсија" преузели су брод да би јој дали некога о коме ће се бринути и да види универзум.

### Сиријанци
Род хуманоида са звезде Сиријус.

### Скарасен
Створење које су Зајгонци донели на Земљу и које је постало чудовиште из Лох Неса.

### Слитер
Слитер је било чудовиште које је служило Далецима. Видело се у епизодама Крај сутрашњице и Будни саезник (1964), чувајући руднике Далека у Бедфордширу. Након што је Слитер напао малу скупину људи, убивши Ештона, Ијан га је ударио каменом због чега је пао у јаму и погинуо.

### Слитинци
Слитинци су породица масивних, двоножних ванземаљаца. Они су створења од живог калцијума, излегнута из јаја и пореклом су са планете Ракакорикофалапаториус. Док се, строго говорећи, назив "Слитинци" односи на одређену породицу, Доктор је тај израз употребио да се односи на Раксакорикофалапаторски род уопште.
Слитинци могу да носе људску кожу као маску, користећи поље компресије да би се смањили. Пошто су углавном направљени од калцијума, подложни су сирћетној киселини (сирћету).
Слитинци су се појављивали у епизодама Доктора Хуа Ванземаљци из Лондона, Трећи светски рат (1. део) и Град праска и интерактивној епизоди Напад Граскеа (све 2005). Са Ракакорикофалапаториуса с' љубављу, мини-епизода Пустоловина Саре Џејн, представља Ронија Корбета као малог Слитинца. Такође су се појављивали у епизодама Пустоловина Саре Џејн Освета Слитинаца и Изгубљени дечак.
Слитинци се помињу као део Савеза који је формиран да би ухватио Доктора у епизоди Отварање Пандорике (1. део) (2010).

### Солоњани
Солоњани су род хуманоидних створења са планете Солос коју су колонизовали Господари. Атмосфера садржи изотоп азота који узрокује да ваздух постане отрован за људе на сунчевој светлости, иако нема утицаја на Солоњане. Пошто се Солосово окружење драстично мења сваких 500 година, они морају периодично да пролазе кроз велике мутације да би преживели.

### Сонтаранци
Сонтаранци су се први пут појавили као антагонисти у серијалу Временски ратник (1973–74 ) Трећег Доктора. Беа је у Оку Горгоне помињала Сонтаранце кад је рекла да изгледају као огроман кромпир са зрачном пушком. Командант Каг се појављује у у причи Последњи Сонтаранац 2. серијала након уништења своје борбене флоте, као и смрти осталих Сонтаранаца на броду у током дводелних епизода Сонтараначка варка (1. део) и Отровно небо (2. део) (2008). Враћа се у епизоди Непријатељ Бејна где стаје на страну госпође Вормвуд, Бејна који се епизодно појављивао. На крају се жртвовао да би осујетио њене планове о уништењу Земље. Мало се појављује у епизоди Отварање Пандорике (2. део) (2010). Сонтаранци су и даље помало љути што им није било дозвољено да се боре у Временском рату.
Као што се види код Стракса, Сонтаранци не могу да направе разлику између мушкараца и жена („Два пола су мало даља него што [они] могу да изброје“) и мисле да су љубазни изрази као што су "госпођица" или "господин" војни чинови.

### Спиридони
Спиридони су представљени у серијалу Планета далека (1973). Они су доминантна врста разумних хуманоида на планети Спиридон у Деветом саставу. Развили су облик невидљивости, способан да генерише "антирефлектујуће светлосне таласе". Постају видљиви након смрти, имају бледу кожу и мршав изглед. Ноћу носе тешке љубичасте крзнене огртаче да би се заштитили од сурових Спиридонових ноћи. Доктор се враћа Спиридону у огранакф аудио пустоловинама Повратак Далека и Братство Далека.

### Стензе
Стензе су ратнички род која има температуру испод нуле. Пошто физички спој са било којим делом њих може да изазове смрт од опекотина испод нуле, Стензе захтевају употребу специјализованих одела да би могла безбедно да комуницира са другим облицима живота. Стензе одржавају два обичаја међу својим народом – обредни лов да би стекли право вођства у којем нека Стенза лови насумично одабрани каменолом без употребе оружја или било каквог облика помоћи и сакупљање зуба од побијених да би се касније применио на њихово лице. Стензе су познате по спровођењу етничког чишћења на планетама које освајају као што је откривено у епизоди Споменик духовима користећи покорено становништво за стварање оружја за њихову употребу.

### Стигоракс
Врста која изгледа слична великим, крзненим пацовима. Месождери су. Последњег од Стигоракса усвојила је Хелен А која га је назвала Фифи и побринула се за њега. Фифи је пуштен у канализационе цеви да јури и прождире злочинце који су побегли. Фифи је касније смртно рањена због цеви која се урушила, али је успела да се попне баш на време да је Хелен А пронађе. Фифина смрт је показала Хелен А да се туга не може спречити.

### Страшило
Пешаци пуњени сламом које је створио Син мој користећи молекуларну анимацију. Били су немилосрдни и неуморни, са рудиментарном интелигенцијом. Чак и након што су посечени митраљеском ватром, могли су да се реанимирају. У савршеном смислу поруге, Син мој је био замрзнут у времену и обучен као страшило да пази на поља Енглеске.
Друга врста страшила које је оживело требало је да се појави у неснимљеној епизоди у којој Доктор упознаје Страшила коју је касније написао Том Бејкер.

## Т

### Тали
Тали су род мирољубивих, плавокосих хуманоида који су заједно са Далецима староседеоци са планете Скаро. Некада ратоборна врста, нуклеарни сукоб са Далецима који је скоро уништио сав живот на њиховој матичној планети, довео их је да развију мирољубиво и аграрно друштво.

### Тарили
Тарили су хуманоидни род створења налик лавовима. Пореклом са Е-простора, њихов свет је повезан са капијом између Е-простора и Н-простора. Они су осетљиви на време и могу да искористе своје моћи да прођу кроз универзум. Захваљујући томе, успели су да поробе многе људе. Међутим, њихово царство се распало када су се робови побунили, правећи роботе који су могли да савладају Тариле. Све се преокренуло и Тарили су постали робови које су њихови отмичари насилно користили за навођење кроз време и простор. Један Тарил доводи Четвртог Доктора и његове пратиоце до капије. Када је Доктор сазнао за њихову историју, сложио се да су довољно патили због својих злочина и помогао је ослобођење Тарила на броду робова. Док су Доктор и Адрик одлазили, Романа и К9 остали су да помогну Тарилима да ослободе робове на другим планетама.

### Тензе
Тензе су ванземаљска врста чије младе узгајају друге врсте. Једноставно речено, „једина функција Тенза је да се уклопе“. Савршено се прилагођавају ономе што њихови хранитељи желе, као што је то да „Џорџ“ постане син којег Клер није могла да роди. Тензе имају моћне психичке способности као што су у стању да стварају чудовишта само својом маштом, као и да ментално стварају масивне филтере перцепције који мењају сећања њихових хранитеља. Пошто Џорџ није изгледао свестан своје природе Тензе, млади из његове врсте морају да раде ове ствари подсвесно или једноставно забораве свој прави идентитет да би се савршено уклопили. Доктор је рекао да је Тензама пубертет „увек смешно време“ и рекао да би могао да се врати да се поново бави Џорџом ако нешто друго пође по злу.

### Тераберсеркери
Тераберсеркери су род која живи у Кондонијском појасу, али је веома малобројна. Једанаести Доктор добро зна њихов језик и обичаје, а са једним се поздравио на Празнику приноса.

### Терилептили
Терилептили су се појавили у серији Петог Доктора Посета Ерика Саварда. Они су рептилска хуманоидна врста. Они не могу дуго да преживе без удисања солитонског плина који је веома запаљив када се комбинује са кисеоником. Као напредно друштво, они уживају у повећаном уважавању и естетике и ратовања и познато је да запошљавају андроиде украшене драгуљима. Кривична казна у друштву Терилептила укључује доживотни затвор и рад у рудницима тинклавића на планети Рага, често уз подстандардну здравствену негу.
Године 1666. скупина бегунаца из затвора Терилептила скривених у близини Лондона покушала је да искористи генетски побољшану варијанту Црне куге да уништи човечанство. Уништење њихове лабораторије на Пудиншком друму изазвало је Велики пожар у Лондону.
Терилептили су уништили Сонични шрафцигер који се више није појавио све до ТВ филма Доктор Ху.
Терилептили се помињу као део Савеза формираног да ухвати Доктора у епизоди Отварање Пандорике (1. део) (2010). Они су такође били присутни током опсаде Трензалора. Терилептил је накратко приказан као један од злочинаца које је Сај приказао у епизоди Временска пљачка (2014).
Према роману серијала Нове невине пустоловине Мрачна стаза Дејвида А. Мекинтија, до 34. века њихов родни свет Терилептус је постао члан Галактичког савеза и познати градитељ звезданих бродова. Терилептили се такође појављују као главни инжењери на звезданом броду Савез. Планета је уништена током догађаја описаних у роману.

### Тетрапи
Тетрапи су род налик слепим мишевима са планете Тетрапириарбус. Рани је ангажовала чопор Тетрапа да помогну у одбрани њеног Огромног мозга у дебитантској причи Седмог Доктора Време и Рани (1987) Пипа и Џејн Бејкер. Рани је наоружала чопор Тетрапа у ту сврху и користила их као опште пратиоце да тероришу домородачке Лакертјане.
Тетрапи имају четири ока, по једно на свакој страни главе, што им даје свеобухватан вид, и то добро користе у ухођењу бегунаца. Попут слепих мишева, они спавају висећи наглавачке у пећини. Они се хране муљем тамноцрвене боје који вођа Лакертјана испушта низ падобран у корито.
Тетрапи поседују ограничену интелигенцију, али убрзо схватају да би плановима Рани сви они били побијени на Лакертији. Ово је потврђено када је њихов вођа Урак чуо за њене планове и она га је касније оставила да чува њену лабораторију уместо да га води са собом у свом ТАРДИС-у, осуђујући га на смрт. Урак и побеснели Тетрапи хватају Рани у њеном броду и враћају је на своју планету да би је приморали да помогне у решавању њихових недостатака природних средстава.

### Тиволијанци
Тиволијанци су кукавички род лица глодара која живи на Тиволију, планети са највише најезди у галаксији. Због тога су своје градове дизајнирали тако да буду удобни за војске најезде, а њихова народна химна је „Слава <убацити име овде>”. Познати су по томе што се што пре предају и заправо уживају у освајању. Због кукавичких ставова домородаца, планета Тиволи је трајала дуже од било које веће цивилизације. Они не заступају често своје мишљење, само желе да им се наређује или поробе, као што се види у случају Гибиса и Албара Прентиса. Дванаести Доктор каже да Тиволијанци не би рекли „Шиц” гуски – већа је вероватноћа да ће гуски дати кључеве кола и податке о банковном рачуну. Међу онима који су владали Тиволијанцима налазе се и Краљ рибар и „славни Аркатинци“.

### Тишине
Самопроглашени „стражари историје“, Тишине су генетски измењени чланови Папског мејнфрејма под Академијом питања. Пошто су првобитно створени као исповеднички свештеници, тишине се не могу памтити осим ако их неко не гледа или ако неко носи очни погон. У специјалу Време Доктора (2013), како су се Докторови непријатељи приближавали Трензалору, Папски мејнфрејм је претрпео конверзију вере у Цркву тишине чије је главно веровање да ће „Тишина пасти“ како би спречила Доктора од одговарајући на најстарије питање у универзуму "Ко је Доктор?" да спречи рат изазван повратком Господара времена. Међутим, скупина Тишина испод капеле од расцепа коју је предводила госпођа Ковариан хтела је да у потпуности избегне опсаду Трензалора елиминацијом Доктора: њихови покушаји се крећу од уништавања стварности у 5. серијалу који је изазвао догађаје у Трензалореу и коришћења Мелоди Понд у покушај убиства Доктора у 6. серијалу. Тишине које су и даље одане Папинском главном систему остају и удружили су снаге са Доктором како би се борили против свих зликоваца који се окупљају на Трензалору.

### Токлафејни
Токлафејни су последњи остаци човечанства из 100 трилиона године. Првобитно намеравајући да отпутују у Утопију, последње уточиште умирућег универзума, нису нашли ништа осим "мрака и хладноће" свемира. Изгубивши и последњи делић наде коју су имали, окренули су се себи, канибализирајући сопствена тела како би створили нов род киборга. Као део овог поступка, они су регресирали у нешто више од деце са заједничким сећањима. Име Токлафејн им је дао Господар који га је преузео од галифрејанског еквивалента Баба роге.
Киборг токлафејнског облика поседује енергетске уређаје способне да убију и дезинтегришу мете. Опремљени су бројним ножевима који се могу увлачити. Прва четири која ће бити виђена такође показују очигледне способности телепортације или маскирања које други припадници њиховог рода не показују. Све што је остало од њихових тела су једва препознатљива људска лица спојена у механичке сфере величине кошаркашке лопте.
У епизодама Звук бобњева (2. део) и Последњи Господар ремена (3. део) (2007), Господар спашава четири Токлафејна са краја универзума пре евентуалног Великог замрзавања, користећи их да лажира стање првог споја како би нацртао светске вође на једном месту за лако хватање. Затим користи „парадоксалну машину“ како би омогућио будућности људског рода да побије многе у садашњости, укратко, доводећи шест милијарди људи који су живи у години 100 трилиона да се врате у облику Токлафејна. Машина за парадокс ствара временски парадокс, дозвољавајући им да убију своје претке, а да не оштете себе и на тај начин успоставе Господарову власт над Земљом. Пошто је покорио Земљу, Господар има за циљ да успостави ново вцарство Господара времена са собом као вођом и Токлафејнима као својим народом и копненим четама. Овај план је осујећен када је парадокс машина уништена, што доводи до премотавања времена и заробљавања Токлафејна назад на крају универзума. Када је Господар изгубио контролу над Земљом, лажно име Тоцалафејн је одбачено за више генеричке "кругове".
Токлафејн се појављује на насловној страни романа Новог низа пустоловина Прича о Марти који бележи пустоловине Марте Џоунс током године која никада није била.

### Тораџи
Осећајна звезда представљена у епизоди "42". Посада теретног брода користи лопатицу за сунце на Тораџију да напуни свој брод горивом, несвесна да је то заправо живи организам. Тораџи затим користи украдену ствар да би поседовао и побио посаду док се гориво не врати. Када је лопатица за сунце бачена, она је омогућила броду да одлети.

### Травист Полонг
Травист Полонг је наранџасти ванземаљац, дугачак метар, налик на петооког пужа голаћа. Сара Џејн Смит је покушала да га ухвати у болници у Тарминстеру у епизоди Ознака Берсеркера (2008), али је отишла да се обрачуна са Берсеркером.
Травист Полонг је касније испоручен Сари Џејн у епизоди Удаја Саре Џејнс Смит (2009) пошто га је видела на и-беју у фази мировања. Рани Чандра и Клајд Лангер су га однели у Ранину кућу, али је побегао. Јурили су га до Банерманског друма 13 где су га ухватили у канти за смеће. Сара Џејн је наложила Рани да нареди господину Смиту да га телепортује на Полонгус, његову матичну планету. Сара Џејн је описала Трависта Полонга као „доброг, али проблематичног“.

### Тракенит
Хуманоидна врста са великом интелигенцијом која живи на мирној планети Тракен која је део Тракенске заједнице. Чувар је изабран да чува Извор када се живот тренутног приближи крају. Њихова планета би окаменила сво зло које би стигло све док Чуваров живот не би почео да јењава и тако би окамењеност ослабила. Током серијала Логополис (1981), Господар је изазвао уништење Тракенске заједнице и њених људи ослобађањем ентропије назад у универзум, остављајући Нису (колико је она или било ко знао) као једину Тракенчанку која постоји.

### Тритовори
Хуманоидна мува створења. Они тргују са другим цивилизацијама за свој измет. Они комуницирају кликовима које ТАРДИС није превео јер није био на истој планети као Десети Доктор и леди Кристина де Суза. Доктор је разговарао са њима на њиховом језику док они разумеју Доктора преко једносмерног телепатског уређаја за превођење.

### Тројци
Хуманоидна врста без видљивих разлика од људи. Тројци су прилично интелигентни. На планети је избио грађански рат, а они на погрешној страни су прогнани на различите планете, Турло је завршио на Земљи док је остатак његове породице завршио на вулканској планети. Потомци првобитних изгнаника су веровали да знак изгнанства значи да је њихов бог Мулкур изабрао оне који су га имали да их води. После неколико година уназад, изгнанство је уклоњено од оних који су протерани са планете, дозвољавајући им да се врате кући.

## У

### Уводни
Уводни су род налик бубама први пут представљена у епизоди Кудлакови ратници (2007). Генерал Кудлак је служио у војсци свог рода све док га повреде нису приморале да се повуче. Да би добио више чета за сталне ратне напоре свог рода, Кудлак је послат на Земљу. Преузео је контролу над франшизом ласерских игрица Борба 3000 коју је тајно користио да пронађе људску децу са јаким борбеним вештинама. Ова деца су телепортована у Кудлаков орбитални свемирски брод и послата да се боре у рату његовог рода. Кудлак је примао наређења са борбеног рачунара који је као аватар користио слику жене његовог рода коју је назвао "Господарица". Због грешке, рачунар није могао да схвати концепт завршетка рата тако да је Кудлак више од деценије одбијао да објави мир од свог цара. Када је ова чињеница откривена, интервенцијом хаковања рачунара Лука Смита, Кудлак је уништио рачунар. Потом је свој живот посветио проналажењу и враћању већ отпремљене људске деце, надајући се да ће тако стећи унутрашњи мир.
Један Уводни се појавио у епизоди Отварање Пандорике (1. део) (2010) као део Савеза оформљеног да ухвати Доктора.
Уводни се помињу у аудио-књизи Бели вук када Бен напомиње да су Уводни могли да им помогну да се врате кући.
Уводни се помињу у аудио-књизи Бес света када је Клајд Лангер рекао да не може да разуме зашто би Лук и Рани желели да читају о измишљеним пустоловинама када су се суочили са Уводним.

### Узуријанци
Узуријанци са планете Узуријус су врста која је напустила војна освајања у корист економског освајања. Поробили су човечанство пошто су њихови инжењери учинили Марс погодним за становање људи, пошто су људи исцрпили Земљина средства. Када је човечанство исцрпело и средства Марса, Узуријанци су конструисали Плутон да би људи могли да га насељавају. Створили су шест вештачких „Сунаца“ око њега и инсталирали Зулумћара да надгледа наплату пореза од своје људске радне снаге. Намеравали су да напусте Плутон и оставе човечанство да изумре када људи исцрпе његова средства јер није постојала економски одржива планета на коју би се човечанство поново преселило. Људи на Плутону су се побунили против Зулумћара и преузели контролу над Плутоном. Револуционари су намеравали да се преселе на Земљу пошто их је Доктор уверавао да би се регенерисала у њиховом одсуству.
Узуријанци имају знање о Господарима времена, оцењеним као "оцена 3" у њиховом "најновијем истраживању тржишта", сматрајући да је Галифреј мале комерцијалне вредности. Лихвари могу прихватити хуманоидни облик, али у свом природном стању личе на морску алгу. Шок их може натерати да се врате у свој природни облик. Према Докторовим речима, Узуријанци су наведени у „флори и фауни“ универзума коју је написао професор Триптхед под отровним гљивама.

### Упијачи
Ванземаљска створења названа "Упијачи" која могу да упију било које живо биће у своје тело додиром, а затим да пробаве организам. Један је рекао да је Урсула Блејк "имала укус пилетине". Лица његовог плена су видљива на његовом телу и потпуно су свесна свог окружења. Они су са планете Клом, планете близнакиње Раксакорикофалапаторијуса, матичне планете породице Слитин. Један Упијач се прерушио у „Виктора Кенедија“ и убацио се у ЛИНДУ – групу људи који су покушавали да уђу у траг Доктору – иако је планирала да упије Докторово знање. Али Елтон Поуп му је сломио штап, што је било поље ограничења које је држало његове способности упијања под контролом. Без заштитног поља, Упијач је упијен у Земљу.
Његово последње појављивање било је у епизоди Ванвременска деца у секвенци бљеска из прошлости.

### Утваре
Утваре су се појавиле у серији Доктору Ху неколико пута.
Године 2006. и серијал Десетог Доктора и огранак Торчвуд проширили су могућност стварних злонамерних натприродних ентитета који постоје у универзуму Доктора Хуа. У епизоди Немогућа планета је представљена Звер, утвару налик Сатани који је остао из универзума пре нашег сопственог, запечаћеног на планети Кроп Тор од стране „Ученика Светлости“.
Касније, у епизоди серијала Торчвуда Крај дана, зликовац Билис Менгер је ослободио „Абадона, сина велике Звери“ из Расцепа где је и он као и Звер био заточен од „пре времена“. Менгер је планирао да обезбеди Абадонову слободу, обмањујући посаду Торчвуда три. Билис назива Абадона својим "богом". Абадон је побио све оне који су пали у његовој сенци. Прогутао је живот. Капетан Џек Харкнес је покушао да се жртвује користећи своју бесмртност да уништи утвару када је покушао да упије превише, остављајући Џека данима мртвим, али се чудовиште насмрт угушило. Такође се помиње у другом серијалу оживљене серије (2006) Доктор Ху од Удова у епизоди Немогућа планета (1. део) у смислу различитих псеудонима Звери: „Неки би то могли назвати Абадон“.

## Ф

### Фендали
Први пут су се појавили у серијалу Слика Фендала. Трка која никада не прелази баксузни број 13. Састоји се од једног Златног језгра и 12 Фендала. Фендал је настао на првобитној петој планети нашег Сунчевог система коју су на крају избрисали из свих других живота. Били су толико опасни да су Господари времена померили планету у временску петљу. Међутим, Фендали су некако успели да избаце лобању која је прошла кроз свемир (озбиљно нашкодивши животу на Марсу док је пролазио) да слети на Земљу где су њене моћи помогле у обликовању човечанства, новог пловила за Фендал. Вековима касније, ту лобању су пронашли научници који су веровали да им може дати моћ. Тај покушај се нажалост изјаловио у стварању новог Златног језгра. Језгро је почело да ствара Фендалин, али једна особа је извршила самоубиство, спречавајући Фендала да достигне квоту. Четврти Доктор је разнео кућу у којој је био Фендал, а касније је лобању која је изазвала невоље бацио у супернову.
Фендал се такође појављује у роману о Доктору Хуу Заузимање планете 5 када је скупина Господара времена из будућег рата (рат за који је Осми Доктор сазнао да ће се водити између Господара времена и непознатог непријатеља у његовој личној будућности, различито од Временског рата у савременој серији) покушала да пробије временску браву око Планете 5 како би ослободили Фендала да га користи као оружје у рату, али су уместо њега ослободили створење описано као Мемовор, прождирача концепта који је еволуирао да плени самог Фендала како се време унутар браве убрзавало, а Доктор је тек успео да протера Мемоворе из универзума.
Вратили су се у аудио снимцима у епизоди Ноћ Фендала серије Торчвуд и у пустоловини Острво Фендала са Осмим Доктором оба објављена 2019.

### Фенрик
Фенрик је древни зли ванземаљски ентитет који се појављује у серијалу Проклетство Фенрика.

### Фоамаси
Фоамаси су интелигентан двоножни род гмизаваца који личи на хуманоидне камелеоне. Појавили су се у причи о Четвртом Доктору из 1980. Кошница за слободу, Дејвида Фишера. Име рода је скоро анаграм речи "Мафија". Фоамаси су се борили и победили у 20-минутном нуклеарном рату са Арголинима. Они комуницирају помоћу цвркута и кликова које преводи уређај за тумачење који се држи у устима. Иако су постали углавном мирољубив род пошто су научили грешку свог пута из разорног рата, одметничка фракција која се зове Западна ложа постоји и често покушава да оживи непријатељства између два рода.
Након њихове победе, Арголинова матична планета Арголида званично је била у власништву владе Фоамасија. Два саботера из Западне ложе покушала су да натерају Арголине да им продају Кошницу за слободу како би могли да је искористе као нову базу. Спречила их је скупина Фоамасија од којих је један тврдио да је члан Фоамасијеве владе који је користио пиштољ за избацивање мреже да их ухвати у замку и врати на њихову матичну планету. Неки Фоамасији се маскирају у хуманоиде тако што се уклапају у кожна одела која су мања од тела Фоамасија.
Фоамаси убица се појављује у роману о пустоловинама Осмог Доктора Плацебо ефекат Герија Расела. У овом роману је објашњено да Фоамасији могу да се уклопе у маске мање од свог тела јер су им кости шупље и склопиве.

### Фрулаш
Заснован на митском лулачу у бајци, Фрулаш је био енергетски ентитет из Џегорабакс кластера, дом бића која се хране осећањима. Свемирски брод ове врсте личио је на метеорите. Једна таква бродска несрећа слетела је на Земљу у планинама Везербергленд у Доњој Саксонији 1283. Хранивши се осећањем страха, преузео је људску маску Фрулаша и украо сву децу града Хамелина, стварајући страх код родитеља.
Први Доктор, Џон и Џилијан су упознали једног Фрулаша у стрипу Изазов Фрулаша. Ово је уједно и прва прича у којој је икада приказан Фрулаш у Доктору Хуу. Током векова, створење је наставило да отима децу и застрашује њихове родитеље, користећи многе маске, укључујући Од Боба кловна који је отимао децу у ратном Новом Јорку. У причи из 2009. Дан кловна, представљајући се и као вођа прстена Елајџа Спелман и као Од Боб, ентитет је основао музеј у Илингу под називом Спелманов чаробни музеј циркуса, што је омогућило присуство Везерберглендовог метеорита на Институту "Фарос". Због повезаности са Фаросом, Сара Џејн Смит је разбила део метеорита и искористила га да зароби ванземаљца у њему пошто га је ослабила смејући се његовом облику кловна уместо да га се плаши. Метеорит је затим запечаћен у посебан контејнер отпоран на осећања направљен од халконит челика на тавану Саре Џејн.

## Х

### Хати
Хати су ванземаљци који изгледају као висока, грубо хуманоидна створења са главама налик рибама која могу да удишу ваздух помоћу апарата постављеног на њихова лица који укључује канистер зелене течности. Они су интелигентна, емотивна створења – једно је склопило пријатељство са Мартом Џоунс и спасило јој живот по цену свог. Делују разумно и иако не говоре језиком разумљивим људима, два рода су планирала да заједно колонизују планету Месалин. Међутим, касније су се окренули једни против других – пре коначног помирења, захваљујући интервенцији Доктора.
Функција Досијеа "Чудовиште" наводи да су се Хати придружили и помогли раној људској свемирској колонизацији.
Хати су се вратили да би се појавили у другом делу епизоде Крај времена (2010) где су виђени у ванземаљској кафани, а накратко су виђени и у епизоди Једанаести час (2011) у клипу који илуструје Докторову улогу заштитника Земље, што указује да су посетили планету у неком тренутку пре 2010. Такође су се појавили у краткој сцени у кафани ванземаљаца у првој епизоди 9. серијала.

### Хемовори
Хемовори су се појавили у серијалу о Седмом Доктору Проклетство Фенрика (1989) Ијана Бригса. Они су вампирска створења која су се хранила крвљу, била су исход људске еволуције у могућој далекој будућности, узроковане миленијумима загађења. Као део његове последње игре против Доктора, ентитет познат као Фенрик је пренео најмоћнијег Хемовора званог "Древни" кроз време у Нортамбрију из Викиншког доба. Тамо је чекао, заробљен испод Северног мора вековима, повремено увлачећи жртве у воду и претварајући их у Хемоворе.
Убрзо након трансформације, жртве су се појавиле као и у животу, осим издужених ноктију и бледилу налик на леш. Касније су постали деформисани плаво-сиви хуманоиди прекривени сисарима налик хоботници. Древни је био најмање човек по изгледу. У своје време, то је било последње живо биће на Земљи.
Током Другог светског рата, Фенрик је издао Древни 1. Фенриков план је био да Древни ослободи отров који би загадио свет и тако створио сопствену будућност.
Хемовори су имали способност да хипнотички одузму своје жртве како би могли да их хране и испразне крвљу. Нису све њихове жртве претворене у Хемоворе, иако поступак одабира никада није објашњен. Хемовори су били непропусни за већину облика напада, преживели су када је на њих у једном тренутку пуцано из аутоматске пушке из непосредне близине. Могли би бити уништени на уобичајени начин убијања вампира забијањем колца кроз груди. Такође их је могла одбити вера њихове жртве која је формирала психичку препреку као што је вера Доктора у његове сапутнике, Ејсина вера у Доктора, вера капетана Сорина у комунистичку револуцију, па чак и слаба вера велечасног Вејнрајта у Бога. Ова одбојна сила се може призвати у вољу. Доктор је само назвао имена прошлих сапутника као медијум.
На крају је Седми Доктор убедио Древног да се окрене против Фенрика и он је ослободио отров у затвореној комори, уништавајући себе и Фенриковог домаћина. Да ли то значи да је избегнута будућност из које је Древни дошао, није јасно, иако се чинило да је Доктор тако мислио.
Фенрик и његови Хаемовори су се вратили у аудио причи продукције "Big Finish" из 2012. Богови и чудовишта.

### Хоик
Хоик се појављује у епизоди серије Торчвуд Излазне ране (2008). Први пут је његово име поменуто на екрану пошто је претходно виђено у епизоди Доктора Хуа Љубав и чудовишта две године раније. Овен га одвлачи тако што га храни цигаретама наводећи да "живи да би јео". Нису баш интелигентни. Овен их лако превари да буду рањиви за нокаут ударац у главу. Виђено је како један Хоик јури Роуз и Десетог Доктора у свом првом појављивању. Један се појавио као члан Савеза да би запечатио Једанаестог Доктора на Пандорици у епизоди Отварање Пандорике (1. део) (2010). Један Хоик се помиње и у роману Улице сумрака.

## Ч

### Челонци
Челонци су род кибернетичких хуманоидних корњача које су се појављивале у различитим огранак романима. Они су ратни род са планете Челоније. Они су хермафродити и полажу јаја. Нека од њихових кибернетичких побољшања укључују рендгенски вид и побољшан слух.
Прво појављивање Челонаца било је у роману о Седмом Доктору Нових невиних пустоловина Највиша наука Гарета Робертса. Вратили су се у роману Зампер и такође су се појавили у пустоловини несталог Четвртог Доктора Добро васпитани рат као и у кратким причама Гладна бомба, Фегови и Банка тела све од Гарета Робертса и објављене у годишњаку часописа Доктор Ху 1995. у антологији Декалог 3: Последице и Зборник прича Доктора Хуа 2008. Помињу се и у књигама Нове пустоловине, О, не, није! и Низводно од Сунца, са Бернис Самерфилд. Ривер Сонг је уврстила Челонце међу род са флотама које круже око Земље у епизоди Отварање Пандорике (1. део).
Челонци сматрају људе паразитима и често покушавају да их елиминишу. Постоји мирољубива фракција. Међутим, у неком тренутку након Докторових забележених сусрета са њима, та фракција је преузела контролу и њихово друштво је почело да посвећује своју енергију аранжирању цвећа.

### Чувар
Чувари су два моћна ентитета задужена за одржавање равнотеже у универзуму. Ни једно ни друго не може бити непосредно укључено у послове универзума, али може изабрати агенте који ће испунити његове налоге (Бели чувар је изабрао Доктора, док је Црни чувар изабрао Сенку и Вислора Турла).
Огранак медији су открили да укупно има шест Чувара − Бели, Црни, Кристални, Црвени, Бронзани и Златни − док остала четири представљају снове, правду, равнотежу и живот. Роман Подељене оданости препознаје Докторовог старог непријатеља Небеског творца играчака као Кристалног чувара снова, али остала три се још нису јасно појавила ни у једном медију.

## Џ

### Џадуни
Џадуни су галактичка ванземаљска полиција која личи на носороге који раде за Проглас сенки. Појавили су се у 3. серијалу Пустоловина Саре Џејн, у епизоди Затвореник Џадуна у потрази за животним обликом Вео познатим као Андровак који је побегао из срушеног затворског превоза Џадуна. Имају местимично низак ниво интелигенције, али поседују префињену технологију као што су Х2О лопатице које су способне да подигну велике зграде и термалне пушке које су у стању да дезинтегришу мете.
Џадун се први пут појавио као главни ванземаљац у епизоди Доктора Хуа Смит и Џоунсова, као и у епизодама Отварање Пандорике (1. део).
Џадуни су се борили против Тринаесте Докторке у епизоди Бегунац Џадуна.

## Ш

### Шакрији
Шакрији су врста о којој се говори у галифрејанским митовима за које се каже да су „контролори штеточина у универзуму“. Ејми Понд је то сматрала „чудим избором за причу пред спавање“. Они нападају све врсте за које верују да ће представљати претњу универзуму и стога су покушали да елиминишу човечанство у 21. веку, неколико година пре него што су могли да колонизују свемир у будућности. На броду Шакрија виђен је холограм набораног хуманоида у црној одори. Међутим, није познато да ли је то заправо оно како Шакрији изгледају. Шакрији сматрају седам важним бројем, с обзиром да су користили ту количину портала, бродова, времена активације коцке и за одбројавање. Они прате нешто познато као "Тали". Доктор је указивао да Шакрији упоређују неуспехе и успехе врсте како би одлучили да ли ће или не бити подвргнути "контроли штеточина".

### Шалка
Шалка изгледа као змијолика ванземаљска рода направљена од живе стене и магме, али они су заправо биоплазматски ентитети, жива плазма, њихов физички изглед је само "кора" која прикрива њихове праве облике. Они удишу вулкански ваздух и више воле високе температуре јер су најудобнији под земљом где се лава сусреће са метаморфним стенама. Они комуницирају кроз вриштање високог тона које могу користити за разне ефекте, попут тунела кроз стену или менталне контроле других облика живота. Они такође користе звук као део своје технологије.
У алтернативној временској линији, Шалка је стигла на Земљу преко метеорита, првобитно слетевши близу планине Руапеху на Новом Зеланду, а затим је успоставила плато за њихову планирану најезду на Земљу испод града Ланет у Ланкаширу. Такође су створили стабилну црвоточину за искрцавање својих инвазионих снага која се такође могла претворити у црну рупу како би се решили својих непријатеља као што су покушали да ураде са Доктором.
Као што су тврдили да су раније радили на милијардама планета, намеравали су да усаде ларве Шалке у кључне делове становништва, контролишући их да емитују врисак који би уништио озонски омотач. На овај начин, Шалка је намеравала да подигне температуру површине планете до тачке где би људски род нестао, али би Шалка могла да напредује. Шалка би тада живела испод површине док би остатак универзума веровао да су становници Земље помрли од еколошке штете коју су сами себи нанели. Доктор је поразио њихове планове уз помоћ британске војске и конобарице из Ланета по имену Алисон. Они технички нису чудовишта из Доктора Хуа јер су се појавила у неуспелом покушају да поново покрену серију пре него што је трајно оживела.

### Шаљивџија
Шаљивџија је биће изван универзума које настоји да се испољава кроз изазивање хаоса. Може се мешати у смрти, склапањем обмањујућих послова да би продужио живот по цени. Може постојати у универзуму само у кратким раздобљима без физичког облика, понекад у огледалу или другој огледајућој површини. Члан је Пантеона раздора. Шаљивџију је тумачио Пол Марк Дејвис и он је стални непријатељ у Пустоловинама Саре Џејн. Иако се лик непосредно не појављује у сродним програмима серије (родитељска серија Доктор Ху и огранак Торчвуд), покушаји Шаљивџије да промени историју су ипак приказани.
У епизоди Шта је било са Саром Џејн, да би створио хаос довољне величине, Шаљивџија је уклонио Сару Џејн Смит из историје како би астероид који је само она могла да заустави ударио у Земљу. Шаљивџија је изменио догађај из детињства Саре Џејн 1964. који је првобитно довео до смрти њене најбоље другарице Андрее Јејтс. Шаљивџија је заменио места две девојчице након што је добио Андреин пристанак, стварајући временску линију у којој је Сара Џејн умрла у 13. години. Како је више волео бесмислено уништење Земље него ради зараде или војног освајања, Шаљивџија је такође утицао на различите претње ванземаљаца са којима се Сара Џејн суочили на Земљи да се једноставно држе подаље од планете, стварајући миран временски оквир до предстојећег удара астероида. Задржавајући Сару Џејн у Лимбо, даље је планирало да је искористи да пронађе и уклони Доктора из историје што би створило временску линију ђаволског хаоса где би се многе трагедије које је Доктор избегао наставиле.
Временска буба која троши временску енергију мењајући личну временску линију појединца у епизоди Доктора Хуа Скрени лево описана је у епизоди као једна од чланова „Шаљивџијине бригаде“.
У епизоди Искушење Саре Џејн Смит, Шаљивџија се вратио са Граскеом. То се испољило 1951. године након што је Сара Џејн спасила животе својих родитеља. До 2008. године потпуно је опустошио планету и поробио људско становништво и радио је на освајању других планета. Сара Џејн се вратила на тачку његовог испољавања у покушају да га заустави, али није могла да смисли одговарајући метод. Њени родитељи су се добровољно одвезли својим колима што је довело до њихове смрти и узроковало да Шаљивџија нестане и да се врати првобитно време. Шаљивџија се материјализовао кроз Опатову капију у старом манастиру у родном селу Саре Џејн Фоксгров. Ова улазна тачка је сравњена са земљом за изградњу пута А 1964.
Шаљивџија се вратио у епизоди Удајка Саре Џејн Смит пошто је направио договор са адвокатом Питером Далтоном након несреће код куће, дајући Далтону живот и љубав коју никада није имао, Сару Џејн. Сара Џејн се заљубила у Далтона и пристала да се уда за њега, али је свадба прекинута доласком Десетог Доктора. Шаљивџија је одузео хотел ван времена, заробивши Сару Џејн и Питера у једној секунди док су Доктор, Лук, Клајд, Рани и К9 били заробљени у другој. Схвативши да је Шаљивџија намеравао да Сарин брак оконча њен живот у одбрани Земље, Сара Џејн је убедила Питера да мора да раскине договор, жртвујући се како би Сара Џејн наставила да спасава свет. Шаљивџија се осврнуо на предстојећу будућу регенерацију Десетог Доктора и додао да је први Докторов састанак са Пантеоном раздора вратио таласе уназад кроз време. Откривено је да је Шаљивџија рањив на енергију артрона (извор енергије ТАРДИС-а). Клајд је постао набијен енергијом артрона када је дошао у спој са ТАРДИС-ом док је покушавао да продре у Шаљивџијин временски јаз. Успео је да искористи енергију да науди Шаљивџији, исцрпљујући њену енергију довољно дуго да Доктор продре у Шаљивџијину временску замку.
Шаљивџија је укратко поменут у епизоди Торчвуда Бесмртни греси. У тој епизоди, капетан Џек Харкнес и његов љубавник и сапутник Анђело Коласанто пресрећу и уништавају ванземаљског паразита којег је Шаљивџијина бригада планирала да искористи да зарази америчког председника Френклина Д. Рузвелта и створи алтернативну временску линију где је нацистичка Немачка победила у Другом светском рату.
Снимак Шаљивџије је накратко приказан у епизоди Доктора Хуа из 2014. године Временска пљачка, описујући га као једног од многих најозлоглашенијих злочинаца у галаксији. С обзиром да не жели ништа осим хаоса, Шаљивџија је вероватно најтраженији злочинац.

### Шаљивџијина бригада
Шаљивџијина бригада служи сталном негативцу из Пустоловина Саре Џејн Шаљивџији. Они се такође хране хаосом у времену као што то чини Шаљивџија. У епизоди Скрени лево, чланица Шаљивџијине бригаде Временска буба причвршћује се на леђа пратиље Доне Нобл, стварајући паралелни свет у којем никада није упознала Доктора у специјалу Одбегла невеста, што је довело до његове смрти.
У епизоди Торчвуда Бесмртни греси, капетан Џек Харкнес и Анђело Коласанто откривају да Шаљивџијина бригада планира да изазове победу нацистичке Немачке убиством Френклина Делана Рузвелта помоћу можданог паразита]], али Џек му пуца у главу и убија га.

### Шамбонији
Ванземаљски род за који се каже да има велика чела.

### Шаншети
Шаншети су род ванземаљаца сличних лешинару који се појављују у епизоди Смрт доктора Расела Т. Дејвиса. Канџа Шаншет из Петнаесте погребне флоте објављује Сари Џејн Смит преко UNIT-а смрт Једанаестог Доктора и преузима одговорност за погребну поворку. Господин Смит потврђује њихов статус погребника универзума, проналазећи пале хероје на ратиштима. Међутим, бенд "Шаншети" са којим се сусрећу Сара Џејн и Џо Џоунс (Кети Менинг) жели да искористе сећања пратилаца на Доктора заједно са својим уређајем Мемори Вивом да створе ТАРДИС кључ помоћу којег могу украсти ТАРДИС и спречити смрт преко временске линије. Сара Џејн и Џо уместо тога преоптерећују уређај који диже у ваздух и уништава Шаншете заједно са њиховим саучесником UNIT-ом. Главни огранак Шаншета се касније извињава Сари Џејн за поступке ове одметничке скупине.

### Шаптачи
Шаптачи су безлична бића која служе Великој интелигенцији. Облаче се у викторијанску одећу и говоре римованим шапатом. Њихова лица су празна и бела осим уста пуних оштрих зуба, а њихове руке могу пролазити кроз нечија груди и заустављати њихова срца по вољи. Када се Велика интелигенција настанила у једном од Шаптача, она је попримила облик Валтера Симеона. Сви Шаптачи су нестали када је Велика интелигенција добровољно уништила сама себе расипајући се кроз временску линију Једанаестог Доктора у Трензалору, Докторовом последњем почивалишту.